# Selección de baloncesto de Lituania
La selección de baloncesto de Lituania (en lituano: Lietuvos krepšinio rinktinė) es el equipo formado por jugadores de nacionalidad lituana que representa a la Federación Lituana de Baloncesto en las competiciones internacionales organizadas por la Federación Internacional de Baloncesto (FIBA) o el Comité Olímpico Internacional (COI): los Juegos Olímpicos, la Copa Mundial de Baloncesto y el EuroBasket.
A pesar del pequeño tamaño de Lituania, con una población de menos de 3 millones, la devoción del país por el baloncesto los ha convertido en una fuerza tradicional de este deporte en Europa.
La selección lituana ganó los últimos torneos EuroBasket previos a la Segunda Guerra Mundial, en 1937 y 1939. El equipo de 1939 estaba dirigido por Frank Lubin, quien contribuyó a popularizar el baloncesto en el país y fue llamado el "abuelo del baloncesto lituano". Tras la anexión del país por la Unión Soviética durante la guerra, los jugadores lituanos formaron con frecuencia el núcleo de la selección nacional soviética. El ejemplo más frecuente fue el equipo ganador de la medalla de oro olímpica de baloncesto de 1988, que obtuvo la mayor parte de sus goles de cuatro lituanos: Valdemaras Chomičius, Rimas Kurtinaitis, Šarūnas Marčiulionis y Arvydas Sabonis.
Después de la restauración de la independencia de Lituania en 1990, la selección nacional resucitó. Lituania ganó medallas de bronce en los primeros tres Juegos Olímpicos que incluyeron jugadores de la NBA (1992, 1996 y 2000), además de terminar cuarto en 2004 y 2008, y octavo lugar en 2012. La selección lituana ganó el EuroBasket por tercera vez en 2003, y también una medalla de bronce en la Copa Mundial FIBA 2010.

## Historia

### Primeros equipos (década de 1920)
El 13 de diciembre de 1925, en Riga, la capital de Letonia, los lituanos jugaron su primer partido internacional contra sus vecinos. Dado que los letones tenían conocimientos internacionales proporcionados por los entrenadores de la Asociación Cristiana de Jóvenes (YMCA) estadounidense, ganaron fácilmente 41-20. Más tarde, los letones también aplastaron a los lituanos, futuros tres veces campeones de Europa (41-29 o incluso 123-10). Los letones ganaron otro partido al año siguiente por 47-12. Durante el período, el baloncesto vio disminuir su popularidad en Lituania y quedar eclipsado por el fútbol. El clima frío y la falta de un campo cubierto adecuado sólo permitía jugar al baloncesto durante el período estival, e incluso entonces quienes lo practicaban preferían otros deportes.

### Los estadounidenses de origen lituano forman un equipo (década de 1930)
Las cosas empezaron a mejorar en 1934, cuando se inauguró el Palacio de Cultura Física en Kaunas, con una sala espaciosa con 200 asientos y suelo de corcho construido para tenis, adecuado para baloncesto bajo techo. En 1935, Lituania decidió promover un Congreso Mundial Lituano en la capital temporal Kaunas, invitando a lituanos étnicos de muchos países a unir la cultura lituana. Al año siguiente, una delegación de atletas lituanos estadounidenses de Chicago llegó a Kaunas como participantes del Congreso Mundial de Lituania. Dos de los jugadores, Juozas "Joseph" Žukas y Konstantinas "Konnie" Savickas, se quedaron para enseñar secretos del baloncesto a los lituanos y formar parte de la selección nacional. Savickas en particular se convirtió en jugador-entrenador, y mientras el equipo nacional acababa de ser derrotado por Letonia, campeona inaugural de Europa, 123-10, un año más tarde, con Savickas liderando el equipo y explotando técnicas de dilación, Lituania estaba sólo por detrás 14-7 en el entretiempo antes de perder 31-10. 
En 1936, Lituania solicitó convertirse en miembro de la FIBA y participar en competiciones internacionales de baloncesto, incluido el EuroBasket 1937, el segundo torneo europeo de baloncesto que la Asociación de Baloncesto de Letonia, como actual campeona, albergaría en Riga. Si bien Savickas había regresado a Estados Unidos, otro descendiente de lituanos llegaría para ayudar al ascenso del baloncesto del país. Frank Lubin, que ganó una medalla de oro en el primer torneo olímpico de baloncesto en los Juegos Olímpicos de 1936 en Berlín, fue invitado a visitar la nación báltica por un funcionario lituano presente. Con el nombre lituano de Pranas Lubinas, pasó cinco meses allí y fue el primer entrenador experto del país, ayudando a difundir diversas técnicas de baloncesto. Lubinas, junto con Žukas, ayudaron a los lituanos a vencer a los letones por primera vez, 35 a 27. 
Los preparativos para el EuroBasket de 1937 comenzaron lentamente, con los jugadores entrenando sólo 4 horas a la semana. Al principio se decidió que el equipo nacional del torneo no incluiría a ningún lituano-estadounidense; sin embargo, la decisión fue revocada cuando sólo quedaba un mes, cuando un periódico letón publicó un extenso artículo sobre el segundo campeonato europeo, considerando a Lituania como el más débil de todos los participantes. El jugador lituano Leonas Baltrūnas quedó impactado por el artículo y, junto con el periodista Jonas Narbutas, utilizaron una versión traducida del mismo para solicitar la inclusión de lituanos americanos a Vytautas Augustauskas, director del Palacio de Cultura Física. Después de que se envió un telegrama a Estados Unidos, dos jugadores llegaron un mes antes del torneo, Pranas Talzūnas y Feliksas Kriaučiūnas, el último de los cuales fue designado jugador-entrenador. Para mantener en secreto cómo los lituano-estadounidenses estaban fortaleciendo al equipo, se cancelaron todos los partidos de preparación y, en su lugar, los entrenamientos prolongados antes del viaje a Riga se llevaron a cabo a puerta cerrada. La selección se estaba preparando no sólo técnicamente sino también físicamente. Incluso una vez que se hicieron públicos los refuerzos, los oponentes se mostraron escépticos, y Talzūnas recordó más tarde que otros equipos sentían que él y Kriaučiūnas no eran jugadores de calidad ya que "todos pensaban que un buen jugador debe ser alto, levantar la mano y encestar en la canasta". 
Los esfuerzos tuvieron éxito: los lituanos se proclamaron campeones de Europa por primera vez, derrotaron a todos sus oponentes y Talzūnas fue elegido como el jugador más valioso del torneo. Tras la victoria final sobre Italia, el famoso tenor lituano Kipras Petrauskas incluso interrumpió su actuación en el Teatro Estatal para anunciar con alegría el triunfo de la selección nacional de baloncesto. Luego la multitud se puso de pie y juntos cantaron el himno lituano. El equipo volvió a recibir una cálida recepción, con miles de personas reunidas en una estación de tren de una manera que Kriaučiūnas comparó con "como nosotros, aquí en Estados Unidos, saludamos al presidente". El baloncesto recuperó su terreno de inmediato y su popularidad aumentó abruptamente, especialmente entre los estudiantes. Los equipos de gimnasios de casi todos los condados compitieron en juegos estudiantiles, los equipos se reunieron en empresas y en todo el país aparecieron canchas de baloncesto. Según el futuro jugador Stepas Butautas, "En todos los patios se fabrican aros con barriles. Los niños, los adolescentes les lanzan pelotas, otros incluso un calcetín lleno de golpes. Nuestro maestro de primaria de Veršvai, K. Požemecka, construyó dos postes y fabricó aros. de un sauce y dijo: 'Jugaremos al baloncesto'". El futuro entrenador del equipo, Vladas Garastas, añadió que "de niños empezamos a usar un barril para hacer un aro. No teníamos pelota, la metíamos en hierba o lo que encontráramos". 
A Lituania se le concedió el derecho a organizar el EuroBasket de 1939. Además, se construyó el Kaunas Sports Hall, el primer estadio dedicado al baloncesto de Europa. En la competición, la plantilla del equipo estaba formada principalmente por estadounidenses lituanos, con cinco jugadores nacidos en Estados Unidos: Feliksas Kriaučiūnas (Chicago), Juozas Jurgėla (Chicago), Vytautas Budriūnas (Waukegan), Mykolas Ruzgys y Pranas Lubinas (Glendale). Como resultado, hubo varias protestas de otras naciones. Lubinas, que era el jugador-entrenador designado, llevó a Lituania a un segundo título continental, incluso anotando el toque de timbre en el partido decisivo contra Letonia, que garantizó una victoria por 37-36. 

### Después de la restauración de la independencia (desde 1990)
Después de que se restauró la independencia de Lituania, el país quiso volver a destacarse por sí solo en la comunidad del baloncesto, y los jugadores destacados del equipo soviético de 1988 (Sabonis, Marčiulions, Chomičius y Kurtinaitis) expresaron su deseo de representar a Lituania. El Comité Olímpico Nacional de Lituania (LTOK) y la Federación Lituana de Baloncesto (LKF) fueron restablecidos, los atletas lituanos retiraron a sus atletas de todas las competiciones nacionales soviéticas y tanto Sabonis como Marčiulions rechazaron una solicitud para jugar con la Unión Soviética durante los Juegos de Buena Voluntad de 1990. En 1991, el Comité Olímpico Internacional dio la bienvenida a Lituania a sus filas en septiembre, y en diciembre, el presidente de la LKF, Stanislovas Stonkus, asistió al congreso de la FIBA en Springfield, Massachusetts, y solicitó el derecho a ser miembro de pleno derecho de la FIBA una vez más. El presidente de la FIBA, George E. Killian, aceptó la solicitud de Stonkus e invitó a Lituania a participar en todos los eventos organizados por la FIBA. Sabonis y su agente comenzaron a buscar jugadores nacidos o descendientes de Lituania, enviando llamadas telefónicas y faxes a Europa y América del Norte. 
Sin embargo, la transición económica de Lituania dejó al país en una situación financiera difícil y LKF apenas podía contar con financiación estatal. Como resultado, el equipo tuvo que buscar apoyo financiero por sí mismo para poder jugar a nivel internacional. Šarūnas Marčiulionis tenía experiencia y contactos en Estados Unidos desde que fue el primer jugador de la Unión Soviética en la NBA, jugando para los Golden State Warriors. En consecuencia, él, junto con Donnie Nelson (hijo del entonces entrenador de Marčiulionis, Don Nelson), buscó patrocinadores financieros que pudieran financiar la participación de Lituania en los juegos internacionales y los Juegos Olímpicos de 1992. George Shirk escribió una historia sobre esto en el San Francisco Chronicle, y una vez que la banda de rock estadounidense Grateful Dead leyó el periódico, decidieron ayudar al equipo. El baterista Mickey Hart agregó que la historia resonó en los miembros de la banda por ser "una lucha por la vida, la libertad y la libertad". Los miembros de la banda donaron 5.000 dólares a Marčiulionis y ayudaron a lanzar un intercambio de camisetas teñidas con los colores nacionales de Lituania y el icónico 'Slam-Dunking Skeleton' de marca registrada creado por el artista neoyorquino Greg Speirs. El esqueleto que moja una pelota de baloncesto en llamas, apodado "Skully", fue la interpretación del artista de cómo el equipo lituano resurgió de las cenizas hacia la victoria. Las ganancias del artista se pasarían al equipo nacional de baloncesto de Lituania y a un fondo para los niños lituanos. Los lituanos eran favorables a las camisas llamativas porque, según Nelson, formaban un gran contraste con "todos esos años de esos colores soviéticos, nada más que azules y grises". Arvydas Sabonis incluso dijo: "Mi primera impresión de [las camisetas] fue: Vaya, esta es realmente una Lituania libre". El esqueleto, apodado "Skully", fue consagrado en el Salón de la Fama del Baloncesto, siendo el único personaje de dibujos animados consagrado en cualquier Salón de la Fama del deporte. En los dos Juegos Olímpicos siguientes se presentaron nuevas versiones de las camisetas Skully. 
Para asumir el puesto de entrenador en jefe, el estadounidense Dan Peterson, entonces en Italia, fue invitado pero declinó. El técnico del BC Žalgiris, Raimundas Sargunas, se convirtió en entrenador, pero problemas con los jugadores le hicieron descender a asistente, trabajo compartido con Donnie Nelson y el español Javier Imbroda, quien fue invitado siguiendo la sugerencia de Sabonis de un veterano de la Liga ACB. La elección final fue Vladas Garastas, otro veterano del Žalgiris que fue asistente en el equipo soviético de 1988. 

### Juegos Olímpicos de Barcelona 1992
La preparación para el primer gran torneo internacional de Lituania desde que recuperó la independencia comenzó en mayo de 1992, ya que era la primera vez que un equipo de jugadores que jugaban principalmente fuera del país podía reunirse y entrenar. Aunque faltaron Sabonis, Marčiulionis y Artūras Karnišovas, Lituania compitió en el Campeonato de Países Nórdicos de ocho equipos. Allí consiguieron el segundo puesto y sólo perdieron en la final ante Letonia, su conocida rival, por 80-95. Los jugadores destacados incluyeron a Gintaras Krapikas (22,5 puntos por partido) y Rimas Kurtinaitis (19 puntos). 
Posteriormente, el país celebró los 70 años del baloncesto lituano y entre los eventos hubo una competición en la que participaron dos equipos lituanos: Letonia, Bielorrusia, Finlandia y el equipo de baloncesto de la Universidad Estatal de Illinois. La superioridad de los lituanos, que ahora contaban con Sabonis y Marčiulionis, les permitió vencer cómodamente a sus rivales. A continuación, el equipo nacional de Lituania fue invitado a competir en el prestigioso Torneo Anual de la Acrópolis organizado por Grecia, junto con Italia y Francia. Los lituanos comenzaron la competición de manera sorprendente, aplastando inmediatamente a los italianos, medallistas de plata del EuroBasket de 1991, por 116–94 (en un momento lideraron por 87–49). Sin embargo, luego perdieron por poco ante el equipo anfitrión de Grecia 81–83 y, después de derrotar fácilmente al equipo francés 109–78, tomaron el segundo lugar. A pesar de no ganar la copa, este fue el primer gran desafío internacional perfecto para el equipo nacional de Lituania, lo que dio sólidas esperanzas de éxito para el estado recién renacido. Poco antes de la inauguración de los Juegos Olímpicos, los lituanos también vencieron a España, anfitriona de los Juegos Olímpicos, por 107-97 en Ibiza. 
Lituania fue uno de los muchos estados europeos independientes que, debido a las disoluciones de la Unión Soviética y Yugoslavia, volverían a la competición olímpica para los juegos de 1992. Para el Torneo Preolímpico de Baloncesto de 1992, celebrado en España del 22 de junio al 5 de julio, a Lituania se unieron las debutantes Croacia, Eslovenia, Letonia y Estonia, junto con las repúblicas soviéticas no bálticas en una Comunidad de Estados Independientes. Este último era un adversario especialmente esperado por los lituanos, ya que según el presidente de LTOK, Artūras Poviliūnas, "Hemos soñado toda nuestra vida con jugar contra la Unión Soviética. Aunque ya no se llama Unión Soviética, este juego "Será muy importante y muy simbólico. Será tan importante como los propios Juegos Olímpicos". Con un viaje financiado por la ciudad española de Melilla, Lituania logró hacerse con una de las cuatro plazas de clasificación disputadas por 25 participantes, ganando los 11 partidos del torneo. 
El torneo olímpico de la selección de Lituania comenzó contra China, con una contundente victoria por 112–75 que contó con 31 puntos de Rimas Kurtinaitis (5 de 6 triples). Después, un duro partido con Venezuela, medallista de plata de FIBA Américas, hizo que el liderato cambiara con frecuencia, con Lituania dependiendo de Marčiulionis (27 puntos) y Sabonis (24) para ganar por 87–79. El tercer juego fue más fácil, con los lituanos venciendo a Puerto Rico 104–91, con 80 puntos anotados por el "trío dorado" Sabonis, Marčiulionis y Kurtinaitis. Luego aguardaba en la fase de grupos al adversario más duro: los estados de la antigua Unión Soviética en un Equipo Unificado. Lituania logró vencer al equipo durante el torneo de clasificación y durante los Juegos Olímpicos incluso consiguió una ventaja de 59 a 57 en el segundo cuarto. Luego, el Equipo Unificado logró superar su estado de desertor y ganar 92–80, a pesar de los esfuerzos combinados de 42 puntos de Sabonis y Marčiulionis. Para clasificarse para los cuartos de final, la selección de Lituania tuvo que superar a la selección australiana. Los lituanos perdieron la primera mitad 45-46, aunque luego tomaron la ventaja hasta el final del partido, ganándolo 98-87 y clasificándose en segundo lugar para los playoffs. 
Lituania se enfrentó a la respetada y poderosa selección brasileña en cuartos de final. El cuerpo técnico decidió utilizar sólo a los jugadores más fiables, y sólo seis lituanos marcaron. El tenso partido hizo que los brasileños lideraran en el descanso, y Lituania solo aprovechó al máximo faltando cinco minutos para el final: de 87 a 83, el marcador aumentó a 114-96 victorias lituanas. Sabonis jugó los 40 minutos del partido y anotó 32 puntos, mientras que Marčiulionis añadió 29 y Kurtinaitis 20. 
En la semifinal, los lituanos se enfrentaron al equipo estadounidense apodado "Dream Team". Fue la primera vez que los estadounidenses trajeron un equipo compuesto por jugadores de la NBA, entre ellos el considerado mejor jugador de baloncesto de todos los tiempos, Michael Jordan, y la superioridad del "Dream Team" dejó a los lituanos sin ninguna posibilidad de victoria, siendo el Estado báltico el que se llevó la victoria con un desigual 76-127. Sigue siendo la mayor derrota jamás sufrida por la selección lituana, que anotó sólo el 34,2% de sus tiros. Los estadounidenses aún reconocieron que su objetivo era mejorar su juego especialmente para contrarrestar a los lituanos, Larry Bird reconoció que "sabíamos que los lituanos eran capaces de anotar, (así que) no los tomamos a la ligera", y Magic Johnson dijo que "Es un equipo peligroso, así que teníamos que coger intensidad y defender mejor". Posteriormente, los entrenadores del equipo lituano decidieron comenzar a dar descanso a los jugadores principales para el juego por la medalla de bronce. 
En el juego por la medalla de bronce, los lituanos se enfrentaron al Equipo Unificado por tercera vez ese año, y cada equipo ganó una vez. El capitán Valdemaras Chomičius consideró que "ya perdimos contra ellos una vez, no podíamos permitir que eso volviera a suceder. La final tenía que ser nuestra", mientras que Šarūnas Marčiulionis añadió que "no teníamos otra opción, absolutamente teníamos ganar a cualquier precio". El entrenador en jefe Vladas Garastas informó al equipo diciendo: "Hombres, están jugando para el pueblo de Lituania. Olvídense de sus ambiciones personales. La gente los está mirando y les quita el sueño". Šarūnas Marčiulionis: "Algunos escuchaban por radio, otros miraban por televisión. Toda Lituania estaba parada. Todos estaban viendo ese partido". En un partido reñido, los lituanos mantuvieron el liderato en todo momento para una victoria por 82 a 78, que se sintió inexpresablemente notable para un país pequeño que recuperó su independencia apenas dos años y se estaba jugando los restos de su antiguo colonizador. Marčiulionis jugó 40 minutos durante ese partido y anotó 29 puntos, mientras que Sabonis añadió 27. Donnie Nelson describió el vestuario como "como ganar cinco veces el campeonato de la NBA". Después de la victoria por la medalla de bronce, el jefe de Estado de jure, Vytautas Landsbergis, visitó al equipo en el vestuario y todos cantaron el himno nacional. 
Durante la ceremonia de premiación, los lituanos decidieron vestir las coloridas camisetas de esqueleto para mostrar los colores nacionales de su país recién renacido y mostrar su gratitud a Greg Speirs y Grateful Dead por su apoyo financiero. Rimas Kurtinaitis caracterizó la emotiva ceremonia de premiación diciendo: "Bueno, lloramos. Fue realmente de alegría. Las palabras ni siquiera pueden expresar sentimientos como ese. Tienes que estar allí". Valdemaras Chomičius: "Fue una emoción tal que es difícil de explicar. Hay que vivirla". Arvydas Sabonis, al comparar su medalla de oro olímpica de 1988 y la medalla de bronce olímpica de 1992, dijo: "La medalla en Seúl fue de oro, pero este bronce es nuestra alma". En total, los lituanos promediaron 94 puntos por partido en el torneo, siendo superados sólo por Estados Unidos (117 puntos por partido). El equipo fue el tema de un documental de 2012 de Marius Markevičius, The Other Dream Team.

### EuroBasket 1995
Durante las eliminatorias para el EuroBasket de 1993, el baloncesto lituano sufrió su mayor decepción. Sin Arvydas Sabonis pero todavía con la mayor parte del equipo que ganó la medalla de bronce, Lituania jugó en un grupo de tres equipos en Wrocław y venció a la anfitriona Polonia, pero perdió ante Bielorrusia, siendo eliminada por su ex República Unida. Sigue siendo la única ausencia de Lituania tras la independencia. Sin embargo, este fiasco animó la creación de la primera liga de baloncesto profesional en Lituania. 
Para llegar al EuroBasket de 1995 en Grecia, los lituanos tuvieron que pasar por un torneo de clasificación de dos etapas en 1993. En 10 partidos, Lituania sólo perdió dos veces, ante Ucrania en Viena y Eslovenia en Liubliana. Con su lugar garantizado, Lituania comenzó sus preparativos en 1995 jugando en varias competiciones internacionales, ganando un torneo de cuatro equipos en Málaga. El último partido fue un amistoso contra los polacos en Vilnius, ganando 105–84. 
En su regreso al campeonato europeo tras años bajo ocupación soviética, Lituania comenzó el torneo con fuerza, con cinco victorias en la fase de grupos y una derrota ante Yugoslavia. También superaron con éxito la etapa de cuartos de final, derrotando a Rusia, medallista de plata en el Campeonato Mundial de 1994, 82–71, liderando el juego de principio a fin. Con un lugar garantizado entre los cuatro primeros del torneo, a Lituania se le concedió el derecho de participar en los Juegos Olímpicos de 1996, celebrados en Atlanta. El obstáculo de la semifinal también se superó con una derrota por 90-80 de la poderosa Croacia, liderada por dos poderosos pívots: Stojko Vranković y Dino Rađa. La selección lituana avanzó a la final después de 56 años, demostrando la vitalidad y la fuerza del baloncesto lituano, a pesar de todas las dificultades anteriores. 
La final fue una revancha con Yugoslavia. En el tenso final, en el que Lituania contó con el apoyo del público local ya que los serbios habían eliminado a Grecia, Lituania ganó la cerrada primera mitad, 49–48. Cuando quedaban cinco minutos, Arvydas Sabonis cometió una falta, ya que los lituanos estaban detrás 76-83, y luego se acercaron a 83-84. Con Yugoslavia liderando 87–83, Saulius Štombergas hizo un tiro que fue anulado cuando el árbitro George Toliver sancionó una falta ofensiva. Los lituanos protestaron por la decisión y recibieron tres faltas técnicas (primero Sabonis, luego Marčiulionis y luego todo el equipo), lo que los llevó a abandonar la cancha en protesta y solo regresaron cuando los serbios los persuadieron. Aleksandar Đorđević, máximo anotador general del partido con 41 puntos, anotó los tres tiros libres. Lituania finalmente perdió el juego 90–96. Después del pitido final, los fanáticos griegos gritaron "Lituania es la campeona" y abuchearon a Yugoslavia durante la ceremonia de entrega de medallas, en la que también los croatas en tercer lugar se fueron a los yugoslavos, que todavía estaban librando una guerra contra Croacia. Marčiulionis, que fue nombrado MVP del torneo, afirmó más tarde que "nos sentimos robados y todavía lo sentimos", al tiempo que reconoció que a pesar del arbitraje cuestionable, la medalla de plata se debió a la falta de profundidad en el banquillo lituano junto con la que los yugoslavos saben "cómo provocar a otros jugadores e iniciar batallas psicológicas". 

### Juegos Olímpicos de Atlanta 1996
En preparación para otro torneo olímpico, Lituania jugó cinco partidos en Australia contra los "Boomers australianos", con un equipo compuesto principalmente por jugadores jóvenes, ya que los veteranos Sabonis, Marčiulionis y Karnišovas no pudieron participar. Lituania perdió toda la serie, pero la experiencia contra Australia sería útil en el futuro. Una vez que regresaron a Europa, los lituanos jugaron algunos partidos en España, perdiendo dos veces ante la fuerte y enérgica Croacia y venciendo a Angola, dos veces campeona de África. Una vez que Sabonis regresó para un amistoso con Yugoslavia en Alemania, anotó 32 puntos en la victoria de Lituania por 86–70. 
El baloncesto lituano comenzó bien su segunda Olimpiada, venciendo a Croacia, subcampeona olímpica de 1992, liderada por Toni Kukoč, Stojko Vranković y Dino Rađa, por 83–81 en un duro partido con dos tiempos extra. Agotada y frente a un equipo argentino centrado en la desaceleración del adversario, Lituania perdió su segundo juego 61–65. Frente al anfitrión Estados Unidos, apoyado por 31.000 espectadores, Lituania sufrió la ausencia de un Marciulionis lesionado y las menores contribuciones de Sabonis y Kurtinaitis, y perdió 82-104. Sin embargo, las victorias en los juegos finales contra Angola (85–49) y China (116–55) clasificaron a Lituania en el segundo lugar. 
En el partido olímpico de cuartos de final, Lituania aplastó a su tercer adversario consecutivo contra Grecia, 99–66. El partido de semifinal olímpica lo esperaba la poderosa Yugoslavia, invicta hasta ese momento e inspirando a los lituanos a vengar la final del EuroBasket de 1995. Comenzaron el partido con una ventaja de 18–9, aunque los yugoslavos ganaron el cuarto 35–31. Cuando quedaban cinco minutos, los lituanos tenían una ventaja de 54-51, luego el partido empató (58-58); sin embargo, durante los últimos tres minutos del partido, los lituanos no anotaron ninguno y perdieron el juego 58–66. Se perdió otra oportunidad de una final olímpica. 
A la selección lituana sólo le quedaba el partido por el segundo bronce consecutivo, frente a los australianos que buscaban su primera medalla olímpica. Los lituanos estaban exhaustos después de la tediosa semifinal y el partido siguió igualado, con una ventaja que nunca superó los 8 puntos y el marcador 73-72 cuando faltaba un minuto. Aun así, un tiro de tres puntos de Arvydas Sabonis cuando faltaban 30 segundos ayudó a Lituania a mantener la ventaja y finalmente triunfó 84–74. Sabonis fue la fuerza impulsora del juego por la medalla de bronce, neutralizando al defensor Mark Bradtke en el camino a 30 puntos, 13 rebotes, 3 asistencias y 5 bloqueos. Otra medalla olímpica demostró que Lituania estaba entre los mejores países del baloncesto. Este partido marcó la última vez que Sabonis y Marčiulionis jugaron juntos, ya que este último se retiró de la selección nacional, y también el partido final con el entrenador Vladas Garastas. Estaba por llegar un relevo generacional. 

### EuroBasket 1997
Al seleccionar su equipo para el 30.º EuroBasket en Barcelona, Lituania conservó sólo dos jugadores principales de los medallistas de plata de 1995: Artūras Karnišovas y Gintaras Einikis. La llamada "generación dorada" fue reemplazada por jóvenes prometedores como Šarūnas Jasikevičius, Dainius Adomaitis, Virginijus Praškevičius y Eurelijus Žukauskas. Además, Jonas Kazlauskas asumió el cargo de entrenador. El equipo recién formado estaba constantemente preocupado por si podía mantener el ritmo de las exitosas actuaciones anteriores de los lituanos. Las esperanzas se recuperaron cuando Lituania ganó un torneo de cuatro equipos en Riga y venció a España en Zaragoza. 
El EuroBasket de 1997 tuvo un significado extra para Lituania ya que dio plazas de clasificación para el Campeonato Mundial FIBA de 1998, celebrado en Atenas, Grecia. Lituania logró ganar todos los partidos de la fase de grupos, aunque tuvo problemas tanto con Israel (que iba ganando en el entretiempo por 30-31, pero terminó perdiendo 75-60) como con Francia (que logró tomar la delantera tres veces antes de doblegarse ante Lituania 94–88, antes de una fácil derrota de Eslovenia por 76–67. La segunda ronda condujo a tiempos más difíciles para los lituanos, ganando sólo contra Turquía y perdiendo ante Grecia y Rusia. La mala actuación los llevó a enfrentarse a los campeones defensores Yugoslavia, que vencieron a Lituania 75-60 en el camino hacia otro título. 
Debido al pobre desempeño en la segunda ronda, los lituanos se vieron obligados a enfrentarse al fantástico equipo nacional de Yugoslavia (los próximos campeones) en los cuartos de final, perdiendo 60-75. Cuando solo quedaba el torneo de consolación, Lituania aplastó al equipo polaco 76–55, pero perdió ante el equipo anfitrión España durante los últimos segundos, 93–94. El sexto puesto final fue suficiente para conseguir una plaza en el Campeonato del Mundo y ayudó al joven equipo lituano a sentar las bases para futuras victorias. 

### Campeonato Mundial FIBA 1998
Como de costumbre, durante la preparación para el importante campeonato, la selección de Lituania jugó una amplia variedad de partidos y torneos. En un pequeño campeonato celebrado en Nicosia, Chipre, Lituania venció a Nigeria antes de perder ante Grecia, anfitriona del próximo campeonato mundial, por 68–82. Un amistoso con España en Sevilla derrotó a los lituanos, 62–66. Lituania también participó en el torneo de baloncesto de los Juegos de Buena Voluntad de 1998 en la ciudad de Nueva York, junto con Estados Unidos, Argentina, Brasil, Australia, Rusia y Puerto Rico. En la primera ronda, la selección de Lituania venció a Rusia y Argentina, pero perdió ante Australia y ocupó el segundo lugar del grupo. En consecuencia, tuvieron que jugar contra Estados Unidos en la semifinal, perdiendo 76–89. Sin embargo, obtuvieron el tercer lugar después de aplastar a los puertorriqueños 119–75. 
Debutando en su primer Campeonato Mundial FIBA con una plantilla joven, el equipo nacional de Lituania estaba decidido a causar una buena impresión. El equipo quedó invicto en la fase de grupos, aplastando a Corea del Sur 97–56 antes de vencer a un equipo de Estados Unidos que carecía de la élite de la NBA debido a un cierre patronal (84–82), y una cerrada derrota de Brasil, 66–62. La segunda ronda fue más dura para Lituania, que perdió ante Australia 61-71 y, a pesar de vencer a Argentina 84-75, terminó perdiendo en tiempo extra ante España, 80-86. Siguió un cuarto de final contra Rusia, y mientras los lituanos los habían derrotado dos semanas antes y lideraban el juego 38-35 en el entretiempo, los rusos vencieron al equipo inexperto por 82-67. Tras el torneo de consolación con una derrota ante Italia y una victoria sobre Argentina, Lituania terminó en séptimo lugar. Los partidos igualados y, sobre todo, la victoria sobre Estados Unidos fueron prometedores para la joven selección lituana. 

### EuroBasket 1999
La preparación para el EuroBasket comenzó de la forma habitual: después de un intenso entrenamiento, los lituanos participaron en competiciones menores, ganando dos torneos (en Helsinki y Kaunas), para llegar al EuroBasket con júbilo. 
Lituania se clasificó para el EuroBasket de 1999 en Francia perdiendo sólo dos de diez partidos, ante Croacia y Bosnia y Herzegovina. El torneo comenzó con una sorpresa, cuando la República Checa, que no era favorita, venció a Lituania por 78–62. Posteriormente, el equipo encontró su ritmo y ganó los cinco partidos siguientes en la primera y segunda ronda. Al llegar a las rondas eliminatorias, los lituanos eran favoritos contra España, pero perdieron por un ajustado marcador de 74-72. Dos victorias en el torneo de consolación dieron a Lituania el quinto puesto y la clasificación para los Juegos Olímpicos de Sídney 2000. El EuroBasket de 1999 fue la última vez que la selección lituana contó con Arvydas Sabonis y Artūras Karnišovas. Sin embargo, las sólidas actuaciones de los jóvenes Saulius Štombergas y Šarūnas Jasikevičius dieron un comienzo brillante para su futuro. 

### Juegos Olímpicos de Sídney 2000
Lituania comenzó la década de 2000 venciendo a Turquía por 70 a 58 en Vilna. Durante el período de preparación, los lituanos visitaron nuevamente España y derrotaron a los anfitriones en dos torneos preparatorios.
El torneo olímpico de 2000 marcó otro momento de renovación para Lituania. Los únicos veteranos, Saulius Štombergas y Eurelijus Žukauskas, eran reservas en Atlanta, mientras que ocho jugadores eran debutantes: Ramūnas Šiškauskas, Darius Songaila, Šarūnas Jasikevičius, Mindaugas Timinskas, Andrius Giedraitis, Kęstutis Marčiulionis, Darius Maskoliūnas y Tomas Masiulis. El cuerpo técnico tampoco tenía experiencia en los Juegos Olímpicos, salvo los asistentes Valdemaras Chomičius y Donnie Nelson.
En el primer juego olímpico contra Italia, ambos equipos anotaron menos de 100 puntos, y Lituania perdió 48-50. Los jóvenes lituanos lograron recuperarse y derrotaron a Francia, próxima subcampeona olímpica, por 81–63. La periodista Roma Grinbergienė describió el triunfo de manera simbólica y pintoresca: "¡Incluso Vitautas el Grande lo felicitaría!". En el tercer juego, contra la tercera encarnación del "Dream Team" de Estados Unidos, los lituanos dieron a los estadounidenses su partido más difícil desde que se unieron los jugadores de la NBA: el marcador final de 85-76 tuvo el total de puntos más bajo del equipo de Estados Unidos y la ventaja con los profesionales, y los lituanos incluso se pusieron por delante en el segundo cuarto. En adelante, Lituania venció a China 82–66 y Nueva Zelanda 85–75, y terminó tercero en su grupo.
El rival de cuartos de final fue Yugoslavia, a quien Lituania no pudo derrotar en años anteriores. El comienzo fue ansioso ya que los lituanos iban perdiendo 8-2, pero no por mucho tiempo. Los yugoslavos resistieron sólo hasta que quedaban tres minutos, y Lituania ya lideraba el partido 72–58. Entonces nadie dudó: el ganador de cuartos de final es Lituania, que ganó oficialmente el partido por 76-63. El entrenador Jonas Kazlauskas: "Ganar contra la selección yugoslava y su entrenador es el sueño de todo equipo y de todo entrenador. Estamos aún más contentos de haber ganado en los cuartos de final. Hay un abismo que separa a los equipos ganadores de los cuartos de final de los perdedores. Jugamos muy ordenados, probablemente los más disciplinados de este torneo. Hemos defendido bien. Además, Gintaras Einikis y Šarūnas Jasikevičius jugaron de manera sorprendente". Lituania iba a competir por otra medalla olímpica, para alegría de todos sus aficionados.
Sin embargo, los entrenadores de la selección de Lituania no tuvieron tiempo de alegrarse. El Dream Team de Estados Unidos volvió a esperar en la semifinal. Allí se sorprendieron millones de aficionados al baloncesto. Estados Unidos ganó el primer cuarto 48-36, pero a los 5 minutos del segundo Lituania había empatado 50-50. Entonces ninguno de los equipos permitió avanzar más el uno hacia el otro. Los eventos principales estaban sucediendo cuando solo quedaban poco menos de 2 minutos. Cuando quedaban 1:36, Lituania lideraba 80-79, luego el juego volvió a empatar (80-80). Ramūnas Šiškauskas disparó tres tiros libres y convirtió sólo uno (81–80). Rápidamente, Vince Carter devuelve la ventaja a los estadounidenses, Kevin Garnett falla dos tiros libres y un rebote exitoso de Estados Unidos lleva a Antonio McDyess a poner a Lituania en desventaja 81–84 cuando faltaban 25 segundos. Šarūnas Jasikevičius mete dos tiros libres (83–84). Falta de Šiškauskas faltando cinco segundos. Jason Kidd convierte sólo un tiro libre (83–85). Un tiro lejano en el último segundo de Šarūnas Jasikevičius fue un balón aéreo y el "Dream Team" logró su victoria más pequeña de su historia con 85–83. Lituania perdió, pero el entrenador estadounidense Rudy Tomjanovich elogió al adversario, afirmando que los lituanos "jugaron concentrados y jugaron baloncesto de alto nivel. Al final, tuvieron la mala suerte de anotar algunos tiros libres". Estados Unidos también cubrió ampliamente cómo la pequeña nación casi derrota a un equipo que antes parecía imbatible en torneos anteriores.
Por tercera vez, Lituania sólo pudo conseguir la medalla de bronce. A pesar del daño psicológico de la derrota y de tener que enfrentarse a la anfitriona Australia en el partido por el tercer puesto, los lituanos jugaron lo suficientemente bien como para volver a ganar. Con la experiencia de jugar contra los Boomers a principios de año, Lituania tuvo una fuerte estrategia defensiva y, combinada con un porcentaje de tiros del 67%, nunca perdió la ventaja en el camino hacia una victoria por 89-71, ganando su tercer medalla de bronce olímpica consecutiva. El entrenador Kazlauskas se mostró contento con el resultado, ya que el equipo era joven y "no bajó el listón más de lo que se levantó".

### EuroBasket 2001
El comienzo de un nuevo milenio, en otoño le esperaba a Lituania otro EuroBasket, que se celebraría en Turquía. Si bien la mayor parte de la plantilla de 2000 regresaba, muchas estrellas prometedoras como Šarūnas Jasikevičius, Ramūnas Šiškauskas, Darius Songaila, Rimantas Kaukėnas y Robertas Javtokas harían su debut. Para prepararse para el campeonato y dar experiencia internacional a los jugadores jóvenes, Lituania participó en muchas competiciones prestigiosas en Europa y Sudamérica. En Braunschweig, Alemania, Lituania logró el tercer puesto entre los cuatro equipos muy capaces (Yugoslavia, Francia y Alemania). Luego, la escuadra lituana jugó por primera vez en Sudamérica, participando en un torneo de cuatro equipos en la capital argentina, Buenos Aires. Lituania ganó dos partidos, incluida su victoria internacional número 500 contra Brasil (las últimas 100 en sólo 4 años), pero solo terminó segundo después de perder ante los anfitriones Argentina 56–67. Lituania también compitió en el Torneo de la Acrópolis por segunda vez después de nueve años, esta vez perdiendo dos veces y terminó cuarto.
El EuroBasket 2001 acabó siendo un fracaso inesperado para Lituania. La fase de grupos comenzó con dos victorias, 82–60 sobre Ucrania y 68–59 con Israel, antes de perder ante Francia 65–76. Un partido contra otros letones bálticos le daría un lugar en los octavos de final. Y allí Lituania sufrió una derrota inesperada y abrumadora ante los letones, 64-94. Al caer tan temprano, Lituania perdió todas las posibilidades de participar en el Campeonato Mundial FIBA 2002, y fue amenazada con perderse también el próximo EuroBasket. La decepción hizo dimitir al entrenador Jonas Kazlauskas.

### EuroBasket 2003
Debido al fiasco del EuroBasket de 2001, Lituania no tuvo un lugar directo en el EuroBasket de 2003, celebrado en Suecia, y tuvo que participar en el torneo de clasificación en 2002. Consiguieron fácilmente un billete para el campeonato continental, ganando los 10 partidos de clasificación. 
La renovada selección de baloncesto de Lituania, llena de motivación y energía, que iría a Suecia, estaba dirigida por Šarūnas Jasikevičius, Arvydas Macijauskas, Ramūnas Šiškauskas y Saulius Štombergas. Nuevamente los preparativos desembocan en amistosos y torneos internacionales, perdiendo sólo ante Francia y España en sus respectivos países. El propio EuroBasket se abrió contra la vecina Letonia, responsable de la dolorosa eliminación de 2001. El partido, una vez más, le iba notablemente mal a Lituania. Perdieron firmemente el primer cuarto (14-23), siguieron perdiendo en el entretiempo (34-40) y sólo lograron empatar en el tercero (58-58). En el último cuarto, los letones todavía tenían una ventaja de 66-58, cuando faltaban 23 segundos para el final, Eurelijus Žukauskas empató el partido (81-81) y forzó la prórroga. En la prórroga, Lituania garantizó una victoria por 92-91 cuando faltaban cuatro segundos, después de que Šarūnas Jasikevičius anotara dos tiros libres. A pesar del difícil comienzo, los lituanos mostraron un juego mucho mejor en los siguientes partidos de la fase de grupos, superando a Israel (94–62) y Alemania (93–71). 
Las preocupaciones surgieron una vez que los campeones defensores del mundo y de Europa, Serbia y Montenegro (ex Yugoslavia), fueron fijados como oponentes en cuartos de final. Los lituanos aún prevalecieron, logrando ya una ventaja de 30-19 en el primer cuarto (30-19) y nunca dando ninguna oportunidad en una victoria 98-82. El entrenador serbio Božidar Maljković continuó el partido afirmando que "Lituania hace el mejor juego de equipo en este campeonato. La victoria sobre Serbia fue un resultado espléndido logrado por jugadores tremendos, capaces de jugar como un derivado sostenible. <...> "Están jugando un baloncesto rápido, interesante y tácticamente maduro. El juego es el mejor que he observado en este campeonato. En términos de juego, Lituania sólo vale oro". 
Lo siguiente fueron las semifinales contra Francia. Los lituanos ganaron los primeros tres cuartos, y luego, en el último, el equipo francés se adelantó (60-58) y lideraba por 70-65 cuando quedaban tres minutos. Más luchas después, Lituania estaba por delante, 72–70, faltando 15 segundos. Un ataque final de la estrella francesa de la NBA Tony Parker fue detenido por Ramūnas Šiškauskas, quien añadió dos puntos de tiros libres más y dio a la nación del Río Neman su cuarta final del EuroBasket, así como un lugar automático en los Juegos Olímpicos de 2004. 
Agotados por el partido contra Francia, los lituanos todavía tenían que demostrar su valía en la final contra España. Y si bien el primer cuarto se jugó igualado (20-19), después los lituanos dominaron y nunca dieron ninguna oportunidad a los españoles. Lituania ganó su tercer título europeo 93–84 después de una pausa de 64 años. Šarūnas Jasikevičius fue nombrado MVP y fue incluido junto con Saulius Štombergas en el equipo de todo el torneo. 
Se corrió la voz sobre el triunfo de los lituanos. El derrotado español de El Mundo consideró que "el buen humor español, el acierto y la alegría del juego se evaporaron frente a las ganas de victoria de la selección lituana", y El Periódico de Catalunya añadió que "cuando Lituania iba ganando 62– 48, lo que más deseaban los jugadores españoles era acabar el partido y meterse en los vestuarios para acabar con este sufrimiento". En Italia, Tuttosport describió al equipo victorioso como "un verdadero equipo nacional de Lituania. Sin estrellas de la NBA", mientras que La Gazzetta dello Sport señaló que "no hay ningún otro país en la vieja Europa que ame más el venerable y precioso baloncesto". 
El décimo aniversario del título se celebró el 14 de septiembre de 2013 en el Žalgiris Arena. Los ganadores del EuroBasket 2003, a excepción de Kšyštof Lavrinovič y Giedrius Gustas, jugaron un partido amistoso contra un equipo de estrellas europeas, la mayoría de las cuales también estaban en ese torneo. Los lituanos liderados por Arvydas Macijauskas ganaron por 85:68. 

### Juegos Olímpicos de Atenas 2004
En preparación para los Juegos Olímpicos, Lituania perdió ante Italia dos veces y en el camino derrotó a Francia, Grecia y la República Checa. La victoria más impresionante en la preparación de los juegos la consiguió en el tradicional Torneo Acrópolis, donde los lituanos lograron proclamarse campeones en su cuarta participación, con victorias sobre Italia y Brasil y una derrota ante la anfitriona Grecia. Lituania también terminó segundo en la competición del FIBA Diamond Ball de seis equipos celebrada en Belgrado, perdiendo ante el equipo local de Serbia. Los últimos partidos de preparación fueron dos partidos en España y una victoria contra Suecia en Vilnius. 
En los cuartos Juegos Olímpicos posteriores a la independencia, el capitán de baloncesto Saulius Štombergas tuvo el honor de llevar la bandera lituana durante la ceremonia de apertura. El baloncesto olímpico de Lituania comenzó lentamente, logrando una victoria contra los campeones africanos Angola 78–63, con sus oponentes disparando un excelente 52% desde la línea de tres puntos. La selección lituana también tuvo dificultades con Puerto Rico, dependiendo de un alto promedio de triples para vencer al equipo de la NBA por 98–90. Luego, los lituanos, ante 12.000 espectadores, se vengaron de sus anfitriones griegos, derrotándolos por 98–76. El próximo partido sería contra Estados Unidos, que nuevamente contó con grandes estrellas de la NBA como Allen Iverson, Tim Duncan y LeBron James, pero que ya había demostrado que flaqueaba tras una derrota ante Puerto Rico. Lituania logró vencer a Estados Unidos 94-90, siendo sólo la cuarta derrota de los estadounidenses en la fase olímpica. Jasikevičius, que había perdido un posible golpe de timbre contra el Dream Team cuatro años antes, logró anotar 28 puntos, incluido un aluvión decisivo de 10 puntos en 69 segundos que le dio a Lituania la ventaja en los minutos finales. Si bien el quinto juego, contra Australia, no fue significativo para la clasificación del grupo ya que los lituanos ya se habían asegurado el primer lugar en el grupo, los lituanos aún ganaron 100-85, manteniendo su buena racha. 
En cuartos de final, los lituanos barrieron fácilmente a China por 95-75 y se clasificaron con éxito para las semifinales. En las semifinales esperaba el conocido equipo italiano. Lituania empezó bien, ganando el primer cuarto 29-17 y liderando 34-23 en el segundo. Sin embargo, los italianos lograron tomar ventaja antes del descanso y se produjo un partido muy igualado. Los lituanos pudieron empatar el partido en el tercer cuarto (53–53) e incluso tomar ventaja en el cuarto (78–73); sin embargo, al sonar la chicharra los italianos celebraron una victoria por 91-100, destrozando el sueño lituano de ganar el oro olímpico. 
En busca de una cuarta medalla de bronce, Lituania se enfrentaría nuevamente a Estados Unidos. El partido fue reñido, con el liderato cambiando de manos nueve veces y ambos equipos intentando tantos tiros de tres puntos como fuera posible (Lituania convirtió 21 de sus 37 tiros y Estados Unidos tuvo 8 de 18). En el descanso, Estados Unidos iba adelante 49–44, después del tercer cuarto mantuvieron su ventaja 74–71. En el último cuarto, Lituania se acercó a 83-82 en el minuto 34, antes de que los estadounidenses tomaran posición y mantuvieran la ventaja hasta el final, ganando el partido 104-96 y dejando a los lituanos sin medallas olímpicas por primera vez. 

### EuroBasket 2005
El EuroBasket 2005 en Serbia y Montenegro contaría con muchas ausencias en la selección lituana, como las de Šarūnas Jasikevičius, Saulius Štombergas, Arvydas Macijauskas y Donatas Slanina. Sin embargo, el equipo contaba con Ramūnas Šiškauskas, una de las mayores estrellas europeas de aquella época. Para su preparación, el equipo lituano asistió a torneos en Europa, Asia y Australia, estando representado en algunos de ellos por el plantel de reserva, como en la Copa de Campeones Continental Stanković de 2005 en Beijing, que los lituanos ganaron después de derrotar a 4 de los 5 oponentes. El 1 de septiembre de 2005, un amistoso con Irlanda hizo que Lituania lograra la victoria número 600 en la historia del equipo, 97–62 en Kaunas. 
Comenzando el torneo como campeones defensores, Lituania demostró su favoritismo al vencer a Turquía, Croacia y Bulgaria con sólidas diferencias y un promedio de 88 puntos. Sin embargo, las rondas eliminatorias dejaron al equipo eliminado con una actuación decepcionante, anotando sólo 47 puntos en cuartos de final contra Francia. El entrenador de la selección Antanas Sireika dijo: "Hemos jugado el peor partido del campeonato y creo que la razón principal de esto es que los jugadores no supieron lidiar con la tensión psicológica. Esta es la principal razón de la derrota". El único consuelo fue la oportunidad que les quedaba de clasificarse para el Campeonato del Mundo, que los lituanos lograron al vencer a Rusia y Eslovenia por el quinto lugar. Lituania ganó 5 de 6 juegos en el torneo. En consecuencia, se cuestionó la fiabilidad del sistema de competencia. 

### Campeonato Mundial FIBA 2006
El Campeonato Mundial FIBA 2006 en Japón tuvo a Lituania igualando el séptimo lugar desde su debut en 1998, pero muchos vieron esta actuación como un logro insuficiente. Lituania comenzó el torneo con una estrecha derrota por dos puntos ante Turquía, seguida de una derrota en tiempo extra ante Grecia, eventual finalista, en la que Lituania sufrió 25 pérdidas de balón. La confianza se restableció con victorias sobre Catar, Australia y Brasil, que clasificaron a Lituania para las rondas eliminatorias contra Italia. Ganaron el partido por tres puntos 71–68, aunque Arvydas Macijauskas le cometió una falta a Gianluca Basile durante un intento de triple en los últimos segundos, lo que le dio a Italia la oportunidad de igualar el marcador, pero se fallaron los tres tiros libres. Lituania perdió el partido de cuartos de final contra la eventual campeona España por 22 puntos, perdiendo un total de 28 pérdidas durante el partido. El torneo de consolación comenzó con otra derrota: Lituania perdió una ventaja de 12 puntos sobre Turquía en los últimos 3 minutos del tiempo reglamentario, y en la prórroga resultante Turquía logró una victoria por 95-84. Lituania aún ganó el partido por el séptimo puesto contra Alemania, 77–62. Sireika dimitió poco después del campeonato. El 28 de diciembre de 2006, Ramūnas Butautas, hijo de Stepas Butautas, fue anunciado como nuevo entrenador del equipo. 

### EuroBasket 2007
El EuroBasket 2007 en España tuvo grandes responsabilidades para Lituania, que tuvo que demostrar el fracaso del anterior torneo continental pasado, al tiempo que tenía mucho en juego para la clasificación olímpica, restringida sólo a los medallistas. El primer amistoso internacional del año se jugó en el recién construido Šiauliai Arena, la primera vez que el equipo lituano jugó en su "Ciudad del Sol". Sin embargo, el debut terminó con una gran sorpresa, ya que el visitante sueco ganó 69–62. Los partidos de preparación posteriores también fueron variables para Lituania, perdiendo ante Letonia y España como visitantes y derrotando a Rusia en Vilnius. En el quinto Torneo de Acrópolis, Lituania volvió a conseguir el segundo puesto tras perder ante los anfitriones griegos. 
Lituania empezó bien el EuroBasket, aplastando a Turquía (86-69), y a la República Checa (95-75) antes de un grupo más difícil con Alemania. Dirk Nowitzki, que anotó 28 puntos, ayudó a los alemanes a reducir una ventaja lituana de 17 puntos en el entretiempo a sólo cuatro al final del partido (84–80). Los lituanos se clasificaron con éxito para la segunda etapa. 
En la segunda ronda, Lituania ganó partidos muy disputados contra Italia (79–74), y Francia (88–73), antes de arrasar con Eslovenia 80–61. 
En cuartos de final, Lituania se enfrentó a la tradicional selección de Croacia, que no cedió ante la superioridad lituana e incluso llegó a liderar después del primer y tercer cuarto. Un imponente último cuarto hizo que Lituania lograra 74-72, completando siete victorias consecutivas en el camino a la semifinal. 
Rusia estaba esperando en las semifinales. Los lituanos, que aún tenían que derrotar a los rusos, no volvieron a lograrlo. Después de los primeros seis minutos, los rusos tenían una ventaja de 18-3, que aumentó a 33-14. Sin embargo, la resistencia de los lituanos les hizo borrar el déficit en el tercer cuarto, 52-52. Al final, la fatiga que quedó tras los difíciles cuartos de final afectó a Lituania, especialmente jugando contra un adversario tan poderoso. El ruso ganó 86–74, a pesar de los esfuerzos del capitán lituano Ramūnas Šiškauskas, que anotó 30 puntos. Después del partido, Šarūnas Jasikevičius declaró que: "Tenemos que olvidar todo y esforzarnos por ganar las medallas. [...] La situación de los griegos es la misma que la nuestra. Ellos también perdieron dolorosamente, desearán "Para conseguir las medallas también. Lo daremos todo y trataremos de ganar". 
El próximo partido tenía dos premios en juego, el bronce europeo –que Lituania nunca había ganado, sólo tres oros y dos platas– y la última plaza directa para los Juegos Olímpicos de 2008, celebrados en Beijing. Lituania logró vencer a los griegos por 78–69. El 17 de septiembre, los jugadores celebraron una ceremonia de reunión en Vilnius para recibir premios estatales. 

### Juegos Olímpicos de Pekín 2008
Con el quinto torneo olímpico consecutivo tras la independencia por delante, el equipo nacional de Lituania comenzó 2008 con frustración. Los Cleveland Cavaliers se negaron a liberar a Žydrūnas Ilgauskas para los Juegos, incluso cuando la LKF logró encontrar financiación para el impuesto al seguro de 22 millones de dólares de la franquicia de la NBA. Durante una conferencia de prensa para anunciar su ausencia de los Juegos, Ilgauskas agregó que sentía dolor por las lesiones que sufrió durante la temporada 2007-08 de la NBA, lo que hizo que el personal médico de los Cavaliers recomendara que se sometiera a una cirugía inmediata. Este evento todavía causa reacciones violentas contra los Cavaliers para los lituanos, especialmente porque Ilgauskas nunca terminó jugando para su equipo nacional.
Esta vez la preparación para el torneo fue ligeramente diferente: Lituania no participó en ningún torneo, solo jugó amistosos. Las únicas dos derrotas en nueve partidos fueron contra España y Estados Unidos. Una vez más, en la ceremonia de apertura de los Juegos Olímpicos, el abanderado de Lituania era un jugador de baloncesto, esta vez Šarūnas Jasikevičius.
El torneo olímpico de 2008 comenzó con un duro oponente, la defensora de la medalla de oro, Argentina. Lituania lideró la mayor parte del partido, pero los argentinos empataron cuando faltaban 18 segundos. Una jugada decisiva de Linas Kleiza dio la ventaja y la victoria a los lituanos por 79–75. En el segundo partido contra Irán, el representante de Asia, Lituania perdió sorprendentemente el primer cuarto 15-20, para dominar después por un puñado de 99-67. Sin embargo, los lituanos obviamente demostraron su ventaja, aplastándolos por 99 a 67. Las difíciles victorias sobre Rusia (86–79, la primera victoria de Lituania en la FIBA sobre ellos) y Croacia (86–73) le dieron a Lituania un primer lugar garantizado en el grupo. Por lo tanto, al equipo apenas le importó en el encuentro de la primera ronda contra Australia, sufriendo 25 pérdidas de balón y siendo aplastado 75-106.
En los mortíferos cuartos de final, Lituania se enfrentó a la anfitriona China, ante 18.000 espectadores. Con la estrella china Yao Ming bien defendida por Lituania, los bálticos los aplastaron 94-68 para avanzar a las semifinales.
Sin embargo, nuevamente nos esperaba una dura semifinal contra España, campeona mundial defensora. El valor de la victoria fue enorme: la soñada final olímpica, la plata garantizada y la posibilidad de conseguir el oro, al tiempo que brindaba la oportunidad de recuperarse de la derrota por 66-91 durante los preparativos. Ambos equipos jugaron a su mejor nivel, con España compensando la ausencia de José Calderón para liderar en el primer cuarto, solo para que Lituania dominara en los dos siguientes y tuviera una ventaja mínima de 74-73 en el cuarto. Luego, las crecientes actuaciones de Rudy Fernández y Pau Gasol (9 y 7 puntos respectivamente) durante el último cuarto junto con el cansancio de los lituanos y la falta de aporte de hombres grandes llevaron a los españoles a apenas superar y ganar la semifinal 91–86. El entrenador Ramūnas Butautas dijo que el equipo jugó bien y que no había por qué decepcionarse.
Lituania estuvo por quinta vez consecutiva en el partido por el bronce olímpico, con la esperanza de conseguir su cuarta medalla contra la ex campeona olímpica Argentina. Sin embargo, la dura semifinal tuvo a los lituanos cansados y angustiados, lo que aprovechó el experimentado adversario pese a no contar con el astro lesionado Manu Ginóbili. En el tercer cuarto, el juego ya parecía perdido, ya que los lituanos perdían 67–49. La reducción del déficit en el cuarto no fue suficiente para evitar que Lituania perdiera otro partido por el tercer puesto, 75–87. Aun así, cinco semifinales olímpicas demostraron que los lituanos seguían siendo uno de los equipos de baloncesto más fuertes del mundo a pesar de provenir de un país pequeño.

### EuroBasket 2009
Antes del EuroBasket 2009 en Polonia, estrellas lituanas como Šarūnas Jasikevičius, Ramūnas Šiškauskas, Darius Songaila, Arvydas Macijauskas, Rimantas Kaukėnas y Žydrūnas Ilgauskas decidieron no unirse al equipo nacional. Como preparación, la selección nacional participó en otro Torneo Acrópolis, terminando tercero al vencer a Rusia y perder ante Grecia y Turquía.
Después de grandes pérdidas en la plantilla del equipo y la escasez de bases, Lituania comenzó el torneo con una derrota ante Turquía (76–84). Esta fue la primera vez en el siglo XXI que los lituanos comenzaron un campeonato con una derrota. Más tarde, los lituanos perdieron decepcionantemente ante Polonia y dependieron de un fuerte último cuarto para vencer a Bulgaria. Al terminar tercero en su grupo, Lituania se clasificó para la segunda ronda. Sin embargo, la cosa ya empezó mal con una derrota por 23 puntos ante Eslovenia. Después de esta impactante derrota, el capitán del equipo, Robertas Javtokas, cuando se le preguntó sobre el futuro del equipo, dijo: "No sé qué más podemos prometer. Debemos ser sinceros o será suficiente de promesas. Debemos venir como hombres. "Con pelota y no como niños, sino otros equipos nos volverán a humillar". El juego del equipo aún no mejoró, con una derrota ante España (70–84) disminuyendo las posibilidades de los lituanos de clasificarse para los cuartos de final, y una derrota ante Serbia eliminando al equipo directamente, con la clasificación final, siendo un mísero puesto 12. El entrenador Ramūnas Butautas asumió toda la responsabilidad por el fiasco y dimitió. Se considera la peor actuación de la selección nacional de Lituania jamás realizada.

### Campeonato Mundial FIBA 2010
El 12 de diciembre de 2009, Lituania recibió un comodín para participar en el Campeonato Mundial en Turquía el año siguiente.
Lituania comenzó el torneo contra Nueva Zelanda. Después de un primer cuarto difícil, los lituanos tomaron el control del juego y mantuvieron una cómoda ventaja, terminando 92–79. El segundo juego fue contra Canadá. Después de reducir un déficit de 17 puntos en el último cuarto, los lituanos finalmente obtuvieron una pequeña ventaja hacia el final del juego. Canadá tuvo la oportunidad de ganar el juego, pero Jermaine Anderson ganó tres juegos y se acabó en el último segundo y Lituania celebró su segunda victoria 70–68. El siguiente partido fue contra el campeón defensor España, y después de otra remontada de un déficit de 18 puntos, los lituanos ganaron el sorprendente juego 76-73, los tiros libres de Linas Kleiza sellaron la victoria.
Ya garantizada en las rondas eliminatorias, Lituania se enfrentó al otro equipo invicto del grupo, Francia. Los franceses rápidamente ganaron impulso en la primera mitad y obligaron a Lituania a un déficit de dos dígitos. Sin embargo, en la segunda mitad, Lituania redujo hábilmente el déficit y superó a la defensa francesa, superándolas 45-25 para ganar el juego 69-55 y tomar el liderazgo del grupo. La ronda preliminar terminó con un récord perfecto, ya que el Líbano fue cómodamente derrotado por 84–66.
Después de barrer a China (78–67) en los octavos de final y aplastar a Argentina en un partido espectacular (104–85) en los cuartos de final, Lituania perdió ante el equipo de Estados Unidos por 15 puntos. Capturaron la medalla de bronce después de ganar contra Serbia, medallista de plata del EuroBasket, 99–88. Este fue el mejor resultado de Lituania en el Campeonato Mundial.

### EuroBasket 2011
Después de 72 años, Lituania volvió a albergar el EuroBasket en 2011. El equipo nacional estaba bajo mucha presión dadas tanto las expectativas como anfitriones como el excelente desempeño en el Campeonato Mundial del año anterior. El equipo intentó combinar las perspectivas de futuro y las estrellas del pasado, pero durante los primeros meses perdió a dos de sus jugadores titulares, Linas Kleiza y Jonas Mačiulis, debido a lesiones en la rodilla. Durante el EuroBasket, a Marijonas Petravičius se le diagnosticó una embolia pulmonar después de tres partidos jugados. No sólo Petravičius tuvo que perderse el resto del torneo, sino que la enfermedad marcó el final de su carrera profesional. 
Numerosos funcionarios y otros especialistas y expertos del baloncesto europeo consideraron que el EuroBasket 2011 fue el mejor torneo europeo de la historia, sobre todo debido al entusiasmo lituano por este deporte. Sin embargo, el equipo lituano terminó teniendo un rendimiento inferior, sufriendo una sorpresa en los cuartos de final ante Macedonia. Los playoffs de consolación llevaron a una clasificación final del quinto lugar, dando a Lituania un lugar en el Torneo Preolímpico FIBA 2012. 

### Torneo Preolímpico FIBA 2012
Veinte años después, Lituania tuvo que pasar por un clasificatorio olímpico dedicado, celebrado en julio de 2012 en Caracas, Venezuela. Los tres mejores equipos obtendrían lugares para el torneo de baloncesto de los Juegos Olímpicos de 2012.
El equipo comenzó el torneo con una convincente victoria contra Venezuela, seguida de una sorpresa ante Nigeria al día siguiente. Con los tres equipos empatados con una victoria y una derrota, Venezuela terminó descalificada por una menor diferencia de puntos. Posteriormente, se rumoreaba que muchos incidentes relacionados con la selección lituana habían sido causados por venezolanos descontentos. Estos incluyeron una columna de tanques cerca de la sala de entrenamiento que contaminó el aire durante el entrenamiento del equipo lituano, un autobús averiado durante el viaje a la arena antes del partido de cuartos de final contra Puerto Rico, y camisetas y pantalones desaparecidos, agua durante dicho partido. A pesar de todo eso, Lituania logró derrotar a Puerto Rico en un partido dramático. En las semifinales, Lituania aplastó a la República Dominicana y así se clasificó para los Juegos Olímpicos de Londres 2012.

### Juegos Olímpicos de Londres 2012
Después de dominar en el Torneo Preolímpico, Lituania pasó por momentos difíciles en los Juegos Olímpicos. El primer partido contra Argentina se convirtió en un fiasco, ya que los sudamericanos forzaron a Lituania a un déficit de dos dígitos en la primera mitad y mantuvieron una cómoda ventaja en la segunda mitad para terminar el partido con fuerza, 102–79. Luis Scola, quien se vio limitado a 13 puntos en el partido de cuartos de final contra Lituania hace dos años en el Campeonato Mundial, lideró a Argentina con 32 puntos. Lituania se recuperó de la derrota jugando con Nigeria, lo que también sirvió para vengar la única derrota en el Torneo Preolímpico. Con una defensa ejemplar contra los grandes nigerianos Al-Farouq Aminu e Ike Diogu, Lituania ganó cómodamente 72-53. La siguiente fue otra derrota, ya que Francia montó a Tony Parker y Boris Diaw para ganar el juego 74–82. El siguiente partido fue contra Estados Unidos, que acababa de batir récords con su paliza a Nigeria por 156-73. Desde el principio, Lituania demostró ser un oponente difícil para el equipo de Estados Unidos, con Linas Kleiza anotando 25 puntos y el exjugador de Duke Martynas Pocius con 7 rebotes y 6 asistencias. Lituania perdía sólo 4 puntos al descanso y 6 al final del tercer cuarto. En el último cuarto, Lituania tomó momentáneamente la ventaja 84–82, pero la perdió nuevamente cuando LeBron James anotó 9 puntos en 4 minutos para lograr una victoria 94–99. Marc Stein de ESPN reaccionó a la casi derrota recordando la otra lucha que el "Dream Team" tuvo con Lituania en 2000, y agregó que incluso si era "el equipo lituano más débil al que jamás se hayan enfrentado en una competencia olímpica de baloncesto, una Lituania limitada sigue siendo Lituania. Sigue siendo terca. Sigue siendo peligrosa. Sigue causando una variedad de problemas a USA Basketball".
A pesar de su tercera derrota en el torneo, Lituania todavía tenía la oportunidad de clasificarse para las rondas eliminatorias al derrotar a Túnez, lo que hicieron por 63–76. Así, Lituania se quedó con el último puesto en cuartos de final, enfrentándose al líder del otro grupo, Rusia. Si bien los rusos nunca abandonaron el liderato, Lituania siempre lo mantuvo cerca y en el último cuarto estaba sólo un punto por detrás. Aun así, sus intentos de dar la sorpresa fracasaron y terminaron perdiendo 74-83, lo que la convirtió en la primera vez que Lituania se perdió la semifinal olímpica. Los veteranos Rimantas Kaukėnas, Darius Songaila y Šarūnas Jasikevičius anotaron la mitad de los puntos del equipo en ese partido. Más tarde en una entrevista, Jasikevičius dijo que esperaba que los jugadores más jóvenes del Campeonato Mundial llevaran el equipo, pero sucedió todo lo contrario. Songaila y Kaukėnas estuvieron de acuerdo, y los tres se retiraron del equipo nacional después del torneo. El 1 de octubre, la Federación Lituana de Baloncesto recuperó a Jonas Kazlauskas después de 12 años para reemplazar a Kęstutis Kemzūra.

### EuroBasket 2013
Incluso antes de que comenzara el EuroBasket 2013 en Eslovenia, el equipo lituano tuvo problemas: su vuelo del 2 de septiembre fue cancelado debido a problemas con el avión, lo que les obligó a retrasar su vuelo hasta el día siguiente, y a perderse su primer entrenamiento matinal en el Podmežakla Hall. Tan solo un día después, Lituania jugó su primer partido contra Serbia. Incapaz de defender a la estrella serbia Nenad Krstić, que dominó el juego con 20 puntos y 9 rebotes, Lituania perdió 63–56. El segundo partido contra Macedonia tenía muchas expectativas, ya que Lituania quería vengarse de la sorpresa en casa en el torneo anterior. Gracias a la eficaz defensa de Bo McCalebb, los lituanos pudieron conseguir su primera victoria por 75–67. Siguieron dos partidos difíciles, contra sus compañeros bálticos Letonia (67–59), y Montenegro en tiempo extra (77:70), debido a Kšyštof Lavrinovič, que solo anotó 2 puntos durante sus primeros tres partidos, ascendiendo hasta sumar 24 puntos. La fase de grupos terminó contra Bosnia y Herzegovina, cuya estrella Mirza Teletović anotó 31 puntos y fantásticos triples para vencer a los lituanos por 72-78, que aun así lograron clasificarse para la segunda ronda con triples cruciales de Linas Kleiza. 
La segunda ronda comenzó contra Francia, vicecampeona defensora, lo que obligó a Lituania a defenderse sólidamente, especialmente contra Tony Parker, para ganar el juego 76–62. Luego, los lituanos aplastaron fácilmente a Bélgica 86-67, y derrotaron por poco a Ucrania con 70-63. La ronda eliminatoria comienza contra Italia, a la que Lituania venció por 81–77. Las semifinales con Croacia tuvieron a Jonas Mačiulis, Linas Kleiza y Mantas Kalnietis dominando con 63 puntos combinados de los 77 del equipo, garantizando a Lituania su quinta final europea. La final fue una revancha con Francia. Los lituanos sólo pelearon punto a punto en el primer cuarto. En el tercero, Francia terminó el cuarto con un parcial de 14-0 que mantuvo a Lituania sin goles durante cuatro minutos. Finalmente, los lituanos sufrieron una derrota por 66 a 80. A pesar de la carrera profunda, algunos jugadores dijeron que era difícil celebrar después de perder la final. Aun así, el 23 de septiembre de 2013, miles de lituanos acudieron a la plaza Rotušės (Ayuntamiento) para celebrar el éxito del equipo nacional de Lituania, y al día siguiente el equipo fue recibido en el Palacio Presidencial. 

### Copa Mundial FIBA 2014
Después de convertirse en subcampeones de Europa en 2013, los lituanos se clasificaron automáticamente para la Copa Mundial FIBA 2014 en España. El 13 de mayo, el entrenador Jonas Kazlauskas anunció tanto la plantilla principal ampliada de la selección nacional como la plantilla de reserva. El 1 de julio, anunció la lista resumida de candidatos. El capitán Robertas Javtokas y el líder del equipo Linas Kleiza decidieron no participar en la Copa del Mundo de 2014 debido a lesiones. El 7 de julio se organizó en Palanga el primer campo de entrenamiento de la selección nacional de Lituania. El 18 de agosto, Lituania ganó un partido de preparación contra Eslovenia con un resultado de 80 a 76, logrando la victoria número 500 de la selección nacional y la número 100 con el entrenador Jonas Kazlauskas. Los siguientes nueve juegos de preparación fueron todos victorias, lo que aumentó las expectativas sobre el desempeño de Lituania.
El 26 de agosto, apenas unas horas antes del último partido de preparación contra Croacia, se anunció la plantilla definitiva sin Artūras Gudaitis ni Adas Juškevičius. Sin embargo, todo se puso patas arriba rápidamente en el propio partido, cuando en sólo tres minutos el capitán Mantas Kalnietis se dislocó la clavícula, lo que le obligó a perderse el Mundial. Juškevičius fue elegido como su reemplazo, y Šarūnas Vasiliauskas también ganó un lugar en la lista. Paulius Jankūnas se convirtió en el nuevo capitán del equipo.
El torneo comenzó con una dura victoria sobre México, campeón de FIBA Américas, 87–74. Mientras que los mexicanos ganaron el primer cuarto 27-22, los lituanos lograron su dominio, marcado por anotar 20 puntos contra sólo 2 en el tercer cuarto. Un día después, se celebró otro partido difícil contra el campeón africano Angola, que los lituanos ganaron 75-62, liderados por los jóvenes Donatas Motiejūnas y Jonas Valančiūnas, quienes anotaron 23 puntos combinados y defendieron al equipo con 18 rebotes. Continuaron los partidos difíciles para Lituania. El tercer partido contra Australia tenía a los lituanos 19 puntos por detrás en el entretiempo, ganando el tercer cuarto 28-15 y liderando en algunos puntos del último período, pero aun así perdieron 75-82. El entrenador en jefe Jonas Kazlauskas describió el juego como la peor primera mitad del equipo esa temporada. El equipo se recuperó al barrer a Corea del Sur 79–49, garantizando un lugar en las rondas eliminatorias y logrando convertirse en el primer equipo en la historia de la Copa Mundial FIBA en no tener ningún intento de tiro libre. Lituania tomó el primer lugar en el grupo al cerrar con una tremenda victoria contra Eslovenia, 67–64, y los eslovenos solo anotaron dos puntos en el último cuarto.
Durante los octavos de final, Jonas Valančiūnas llevó a Lituania a una difícil victoria contra Nueva Zelanda, 76–71. En los cuartos de final, Renaldas Seibutis ayudó a Lituania a vencer a Turquía 73–61 y avanzó a las semifinales, enfrentándose una vez más a Estados Unidos. Antes del partido, el entrenador del equipo nacional de Estados Unidos, Mike Krzyzewski, señaló que los lituanos "adoran el juego, juegan con pasión, juegan juntos, siempre como un equipo. Juegan con gran corazón y será un desafío difícil para nosotros".
Lituania luchó punto por punto durante dos cuartos; sin embargo, después del descanso, el equipo de Estados Unidos anotó 10-0 y después de ganar el tercer cuarto 33-14, sin dejar posibilidades para que el equipo lituano regresara. Finalmente perdieron el juego 68–96. Fue una de las peores actuaciones de Lituania contra el equipo de Estados Unidos, tras la derrota por 51 puntos en los Juegos Olímpicos de 1992 contra el "Dream Team". Después del partido, el entrenador Jonas Kazlauskas criticó el arbitraje: "Esto demuestra el respeto que cada equipo tiene. Cuando le pregunté al árbitro sobre la falta (técnica), dijo que había advertido al banquillo que no saltara, cuando el banquillo del equipo de Estados Unidos estaba saltando y discutiendo con los árbitros de la misma manera. En general, la evaluación era difícil de entender hasta que el equipo de Estados Unidos tuvo 20 puntos de ventaja. Después ya no tenía sentido discutir con los árbitros". Robertas Petrauskas, veterano comentarista de los partidos del equipo nacional lituano, describió irónicamente la evaluación en vivo diciendo: "Cuando discutimos la evaluación contra el equipo de Estados Unidos con los periodistas de otros países, todos estamos de acuerdo en que si los árbitros marcaran el cambio cada vez que el jugador de Estados Unidos da un paso antes de golpear el balón, el equipo de Estados Unidos sería el equipo falible con mayor frecuencia en el torneo". Durante el juego por la medalla de bronce, Lituania se enfrentó a Francia, apenas dos años después de la derrota en el EuroBasket. Se produjo una tremenda batalla en la que los jóvenes Jonas Valančiūnas y Adas Juškevičius intentaron conseguir la victoria con 39 puntos combinados, pero los franceses aun así los vencieron 95–93. A pesar de no ganar ninguna medalla, el equipo fue recibido por miles de lituanos en la plaza Rotušės que quisieron agradecer al equipo nacional por sus esfuerzos. Según una investigación, más de 2.223 millones de personas observaron los partidos de la selección nacional en vivo en Lituania, lo que representa más del 76% de la población del país.

### EuroBasket 2015
Tras el cuarto puesto del Mundial, Lituania se clasificó automáticamente para el EuroBasket 2015. El 5 de mayo, el entrenador Jonas Kazlauskas publicó una plantilla principal ampliada de 25 jugadores, que no incluía a dos jugadores veteranos, Simas Jasaitis y Kšyštof Lavrinovič. El 9 de julio se anunció la plantilla reducida, y los 12 jugadores se inscribieron en el campo de entrenamiento en Palanga a partir de 11 días después. Cuatro pilares del equipo no pudieron entrar en la lista: el ala-pívot Donatas Motiejūnas, los pívots Darjuš Lavrinovič y Martynas Pocius debido a lesiones, y Linas Kleiza por agotamiento, expresando la necesidad de descansar.
Lituania comenzó la fase de juegos de preparación derrotando a Australia dos veces, así como a Finlandia y Austria una vez. Posteriormente el equipo acogió la Copa Huawei en el Žalgiris Arena, quedando campeón a pesar de una derrota ante Croacia por triunfos sobre Turquía y Macedonia. Los lituanos también aparecieron nuevamente en el Torneo de Acrópolis, terminando terceros después de aplastar a los Países Bajos, mientras que perdieron ante la anfitriona Grecia y el equipo turco previamente derrotado. En total, la selección logró 7 victorias de 10 durante los partidos amistosos de preparación. El 1 de septiembre, se anunció la lista final del equipo nacional para el EuroBasket 2015.
Lituania comenzó el EuroBasket en Riga, el 5 de septiembre, frente a Ucrania. En un Arena Riga casi completamente lleno de fanáticos decorados en amarillo, verde y rojo, los lituanos comenzaron el partido con facilidad y después del primer cuarto ya tenían una sólida ventaja (19-12), aunque luego comenzó una decadencia una vez que Jerome Randle y Kyrylo Fesenko condujeron al resurgimiento de Ucrania. Ucrania empató el segundo cuarto (14-14) y ganó el tercero (19-17), y casi sorprende a los lituanos en el tiro final si no fuera por un bloqueo de Robertas Javtokas que aseguró una ajustada victoria lituana, 69-68. Posteriormente, en el partido contra los anfitriones letones, Lituania perdió el primer cuarto y lideró por solo un punto en el medio tiempo. Sin embargo, Jonas Mačiulis lideró una parada de los triples letones (sólo el 20% durante todo el juego), y después de dos sólidos cuartos restantes (11-20, 10-19), los lituanos lograron una victoria por 68-49. Al día siguiente, Lituania perdió sorprendentemente ante la selección nacional de Bélgica 74-76, a pesar de que Mantas Kalnietis logró un récord de asistencias en el EuroBasket con 13, y Jonas Valančiūnas también tuvo una actuación sólida (25 puntos, 12 rebotes). El juego se cerró con una jugada controvertida, cuando el belga Matt Lojeski inclinó el balón con solo un segundo restante y los árbitros tuvieron que analizar si el marcador aún se había logrado a tiempo. Después del partido, muchos jugadores lituanos argumentaron que el tiempo ya había expirado, aunque no podían presentar una apelación porque, según las reglas de la FIBA, debía hacerse 15 minutos después del partido. La LKF aún escribió una carta a la FIBA preguntándole cómo deberían actuar en tales situaciones. Una enfermedad marginó a Valančiūnas del cuarto partido contra Estonia, que regresaba al EuroBasket por primera vez desde 2001. Siguió otro partido reñido, con el marcador empatado durante los últimos segundos (62-62) antes de un preciso disparo de Jonas Mačiulis salvó a los lituanos (64–62). Las tensiones alcanzaron nuevas alturas en el partido de primera ronda contra la República Checa. El partido terminó empatado 69-69, lo que obligó a una prórroga que ganaron los lituanos (16-12), garantizando el primer puesto del grupo, a pesar de todas las luchas anteriores. Kazlauskas quería ahorrarle mucho tiempo de juego a Valančiūnas que regresaba debido a la reciente enfermedad, pero el jugador insistió en jugar todo lo que pudo, terminando con un doble-doble.
En los octavos de final, Jonas Mačiulis continuó cargando sobre sus hombros a la estancada selección de Lituania, superando a Georgia, 85–81. El partido volvió a ser un verdadero thriller, con el equipo lituano liderando sólo 80-79 durante los últimos 15 segundos antes de que Mačiulis asegurara la victoria al anotar un importante triple cuando solo quedaban unos segundos en el reloj de lanzamiento. Mačiulis tuvo el mayor número de puntos en la historia del EuroBasket con 50 puntos en ese juego (34 puntos con 85% de precisión, 6 rebotes, 3 asistencias, 4 robos y 2 tapones), el primer jugador en anotar la marca de 50 puntos desde los 52 de Dirk Nowitzki en el juego por la medalla de bronce de 2001. En cuartos de final, Lituania, al igual que hace dos años, se enfrentó a Italia, liderada por jugadores tan destacados de la NBA como Danilo Gallinari, Marco Belinelli y Andrea Bargnani. El partido fue tan intenso que requirió una prórroga, en la que la selección de Lituania dio un paso más, con tres jugadores anotando dobles-dobles (Jonas Valančiūnas, Jonas Mačiulis y Mantas Kalnietis) en el camino hacia un 95-85 que le dio a Lituania su tercera semifinal consecutiva. Después del partido, Mačiulis dijo: "Ganamos, pero sólo hay tres conjuntos de medallas. Tenemos que ganar uno de ellos". La semifinal fue un verdadero clásico del baloncesto europeo: Lituania contra Serbia, dirigido por Aleksandar Đorđević, quien llevó a la entonces Yugoslavia a vencer a Lituania en la final del EuroBasket de 1995. Los lituanos fueron considerados los perdedores del partido debido a que los serbios estaban invictos hasta ese momento, mientras que los bálticos tuvieron problemas en todos los juegos. Aun así, Lituania lideró la mayor parte del tiempo, a veces con ventajas de 11 puntos, y aunque los serbios anotaron 21 puntos en el último cuarto, se aseguraron la semifinal con un marcador de 67-64, avanzando a su segunda final consecutiva del EuroBasket. Además, la victoria también colocó automáticamente al equipo nacional masculino de Lituania en los Juegos Olímpicos de Río 2016, sus séptimos Juegos Olímpicos consecutivos, y convirtió a Lituania en el único equipo europeo en todos los Juegos Olímpicos desde 1992. El entrenador Jonas Kazlauskas describió la victoria como "increíble", ya que Lituania sólo anotó 2 triples y perdió 20 pérdidas. Se produjeron celebraciones salvajes en las calles de Lituania después de la conclusión del juego.
Si bien ninguno de los lituanos que disputaron la final del EuroBasket 2015 formaba parte del equipo que ganó el torneo de 2003, el adversario era el mismo, un equipo español dirigido por Pau Gasol y en el que participaban Felipe Reyes, además de dos de los árbitros, Luigi Lamonica e Ilija Belošević. Y esta vez, la final fue absolutamente diferente, con España golpeando con asombrosa precisión desde el primer cuarto 19-8. El equipo lituano intentó reducir el déficit varias veces, pero los españoles mantuvieron la ventaja en todo momento para ganar 80-63. Jonas Valančiūnas y Jonas Mačiulis fueron seleccionados para el equipo All-Tournament, pero estaban visiblemente descontentos por perder la segunda final consecutiva del campeonato europeo. Sin embargo, al día siguiente, los miembros del equipo nacional, como en años anteriores, fueron recibidos calurosamente en el Ayuntamiento de Vilnius por una multitud sonriente. El 22 de septiembre, el equipo fue invitado al Palacio Presidencial, donde recibieron más premios estatales.

### Juegos Olímpicos de Río 2016
La selección nacional masculina de Lituania se clasificó automáticamente para los Juegos Olímpicos de 2016 sin la necesidad de competir en el torneo de clasificación después de ser finalista del EuroBasket 2015. Lituania, China, Australia y Estados Unidos son los únicos países que compiten en Olimpiadas consecutivas desde 1992. El 8 de junio se publicó la lista de veinte candidatos invitados al campo de entrenamiento. El 20 de junio se celebró el primer campo de entrenamiento. Durante la primera fase de preparación en Lituania, la selección nacional alcanzó 5 de 5 victorias, incluida la victoria contra la selección nacional de España, campeona de Europa, en un partido de despedida 87-83 en Kaunas. Sólo tres días después, los lituanos lograron otra victoria sobre España por 76-78 en Málaga. La etapa de preparación en Sudamérica fue menos afortunada: el primer partido fue cancelado por condiciones inadecuadas, luego la primera derrota le ocurrió a Argentina tras un arbitraje controvertido. La única victoria se logró contra Australia 68–81. Los partidos amistosos terminaron con otra derrota, esta vez ante Brasil 64–62.
El 7 de agosto se jugó el partido inaugural contra la selección anfitriona, la selección de Brasil. Después de demostrar un juego potente al principio, los lituanos ganaron la primera mitad por 29 puntos (58-29), aunque la segunda mitad fue completamente diferente, en la que sorprendentemente perdieron por 23 puntos. Lituania ganó el partido sólo 76–82. Después del partido, uno de los líderes del equipo, Jonas Mačiulis, dijo que "esto no puede volver a suceder". A continuación, Lituania se enfrentó a la selección de Nigeria. Después de jugar dos cuartos punto a punto, los lituanos avanzaron en el tercero (29-13), liderados por Mačiulis, que anotó 14 puntos durante el mismo y ganaron el partido 89-80. Posteriormente, los lituanos vencieron a la selección argentina, que aún estaba invicta en un partido reñido 81-73 y se clasificó para los cuartos de final. El exitoso comienzo fue frenado por la selección de España, que aplastó a Lituania 59-109. Fue la segunda derrota más alta en la historia de la selección nacional de Lituania. La fase de grupos terminó con otra derrota ante la selección de Croacia 81–90 y Lituania terminó tercero en el grupo.
El adversario de cuartos de final fue Australia, a quien Lituania venció para ganar las dos últimas medallas de bronce. Esta vez los "Boomers" no le dieron ninguna oportunidad a Lituania, liderando todo el camino hacia una goleada 90-64 con fuertes actuaciones de Patty Mills y Matthew Dellavedova. Lituania terminó séptimo en la clasificación final. Después de los Juegos Olímpicos, el veterano capitán Robertas Javtokas se retiró del equipo nacional. Después de una exitosa etapa de 4 años, el entrenador en jefe Jonas Kazlauskas se negó a regresar a la selección nacional por más veranos y la dejó por segunda vez. El 25 de octubre de 2016, fue reemplazado por Dainius Adomaitis. El 20 de enero de 2017, la leyenda de la Euroliga y ex estrella lituana Ramūnas Šiškauskas fue nombrado uno de los asistentes de Adomaitis.

### EuroBasket 2017
El 11 de mayo de 2017, Dainius Adomaitis anunció la lista ampliada de candidatos. El 16 de junio, se publicó la versión abreviada de la lista de candidatos, que excluía en particular a Antanas Kavaliauskas, Paulius Jankūnas y Renaldas Seibutis. El 20 de junio, uno de los cuatro jugadores lituanos de la NBA, Domantas Sabonis, hijo del gran Arvydas Sabonis de todos los tiempos, anunció que no representaría al equipo nacional este año. El 21 de junio, los miembros del equipo nacional se reunieron para su primer campo de entrenamiento en Palanga. El 1 de agosto, Mantas Kalnietis fue elegido capitán del equipo.
Los partidos de preparación comenzaron con una derrota por los pelos ante la selección de Polonia por 59 a 58 el 4 de agosto y una derrota ante la selección de Georgia por 81 a 70 el 5 de agosto. A continuación, el equipo viajó a Orleans, Francia, para participar en un torneo internacional no más afortunado, perdiendo ambos partidos ante la selección de Croacia 80–82 y ante la selección de Francia 77–98. El 18 de agosto, los lituanos alcanzaron su segunda victoria al aplastar a la selección de Rumania 97–64 en Riga, pero fueron derrotados de manera convincente por la selección de Letonia 77–87 al día siguiente, principalmente debido a los jóvenes Dāvis Bertāns y Kristaps Porziņģis. Después de regresar a Lituania, la plantilla final del equipo se anunció el 23 de agosto; sin embargo, durante el penúltimo partido de preparación del equipo antes del EuroBasket, contra la selección de Islandia, Lukas Lekavičius sufrió una fractura en el pie que lo mantuvo fuera del torneo y disminuyó la victoria 84-62. Fue reemplazado en la lista por Adas Juškevičius. El partido de despedida se jugó el 25 de agosto en Vilna y se perdió durante los últimos segundos 78-79.
El 29 de agosto, la selección de Lituania viajó a Tel Aviv, Israel, para los partidos de la fase de grupos del EuroBasket 2017. La fase de grupos comenzó con una impactante derrota por 77-79 ante la selección de Georgia, con Tornike Shengelia anotando 29 puntos y dominando el juego. Aunque, los lituanos se rehabilitaron más tarde al derrotar a la selección de Israel 73–88, a la selección de Italia 78–73 después de la mejor actuación de la carrera de Juškevičius, a la selección de Ucrania 62–94 y a la selección de Alemania 72–89 con Valančiūnas dominando poderosamente durante ambos juegos. El final exitoso resultó en que Lituania se hiciera con el primer lugar del grupo con un resultado de 4-1. El 7 de septiembre, los lituanos partieron hacia Estambul para disputar la fase eliminatoria. La intención de ganar terceras medallas consecutivas del EuroBasket fue rápidamente aplastada por la selección de Grecia 64-77 en la primera ronda, con los lituanos perdiendo la mayor parte del juego y sin poder defender a Kostas Sloukas. En consecuencia, esta vez los lituanos terminaron noveno. El 10 de septiembre, parte del equipo nacional regresó a Vilna.

### Clasificación para la Copa Mundial FIBA 2019
A diferencia de años anteriores, ningún equipo fue colocado automáticamente en la Copa Mundial FIBA, por lo que todas las naciones de FIBA Europa tuvieron que participar en las eliminatorias. El 3 de noviembre de 2017 se publicó la lista de candidatos a la selección nacional que no incluía a ningún jugador de la NBA ni de la Euroliga. El 20 de noviembre de 2017, los miembros del equipo nacional llegaron a Palanga, y el 23 de noviembre el equipo viajó a Pristina, Kosovo desde el Aeropuerto Internacional de Palanga para su primer partido de clasificación contra la selección de Kosovo en el Palacio de la Juventud y los Deportes. Lituania ganó el juego 61–99 al comenzar a aplastar a los kosovares en el tercer cuarto. El 26 de noviembre de 2017, los lituanos también aplastaron a su segundo oponente, la selección de Polonia, 75-55 en Klaipėda para terminar perfectamente la primera fase de la fase de grupos. El 2 de febrero de 2018, se publicó la lista de la lista para la segunda ventana de clasificación. El 19 de febrero de 2018, el equipo se reunió en Palanga. El 23 de febrero de 2018, los lituanos derrotaron por estrecho margen a Hungría por 80 a 75 en Klaipėda. El 26 de febrero de 2018, aplastaron a Kosovo una vez más. El 31 de mayo de 2018, se publicó la lista de la lista para la tercera ventana de clasificación, que incluía jugadores lituanos de la NBA y la Euroliga. El 25 de junio de 2018, el equipo reforzado se reunió en Kaunas. Aplastó a Polonia en Gdańsk 79–61 y a Hungría en Budapest 73–50. El 3 de septiembre de 2018, se anunció la lista del equipo para la cuarta ventana de clasificación. Antes de los juegos de clasificación, la selección de Lituania perdió un partido amistoso ante la selección de Letonia 80–97, pero más tarde, después de derrotar a la selección de Croacia 84–83 en Osijek y a la selección de Holanda 95–93 en Vilnius, se clasificó para la Copa Mundial FIBA 2019 en China.

## Plantilla
- Lista de jugadores convocados que disputaron la Copa Mundial de Baloncesto de 2023.[3]

| Lituania                    | Lituania             | Lituania | Lituania | Lituania | Lituania             |
| Num                         | Jugador              | Pos      | Altura   | Edad     | Equipo               |
| --------------------------- | -------------------- | -------- | -------- | -------- | -------------------- |
| 2                           | Margiris Normantas   | B        | 1,94 m   | 26       | BC Rytas             |
| 8                           | Tadas Sedekerskis    | A        | 2,06 m   | 25       | Saski Baskonia       |
| 9                           | Ignas Brazdeikis     | A        | 2,01 m   | 24       | Žalgiris Kaunas      |
| 12                          | Gabrielius Maldūnas  | P        | 2,06 m   | 30       | Lietkabelis          |
| 13                          | Rokas Jokubaitis     | B        | 1,94 m   | 22       | FC Barcelona         |
| 17                          | Jonas Valančiūnas    | P        | 2,11 m   | 31       | New Orleans Pelicans |
| 19                          | Mindaugas Kuzminskas | A        | 2,05 m   | 33       | AEK                  |
| 20                          | Donatas Motiejūnas   | P        | 2,13 m   | 32       | AS Mónaco            |
| 22                          | Eimantas Bendžius    | A        | 2,07 m   | 33       | Dinamo Sassari       |
| 31                          | Vaidas Kariniauskas  | B        | 1,99 m   | 29       | M Basket Mažeikiai   |
| 33                          | Tomas Dimša          | B        | 1,96 m   | 29       | Žalgiris Kaunas      |
| 91                          | Deividas Sirvydis    | A        | 2,01 m   | 23       | Lietkabelis          |
| Entrenador: Kazys Maksvytis |                      |          |          |          |                      |

## Partidos

### Próximos encuentros
| Fecha                    | Ciudad      | Competición                | Local          |                           | Resultado |                                 | Visitante            |
| ------------------------ | ----------- | -------------------------- | -------------- | ------------------------- | --------- | ------------------------------- | -------------------- |
| 24 de agosto de 2022     | Szombathely | Clasificación Mundial 2023 | Hungría        | Bandera de Hungría        | 78:88     | Bandera de Lituania             | Lituania             |
| 27 de agosto de 2022     | Kaunas      | Clasificación Mundial 2023 | Lituania       | Bandera de Lituania       | 90:73     | Bandera de Montenegro           | Montenegro           |
| 1 de septiembre de 2022  | Colonia     | EuroBasket 2022            | Eslovenia      | Bandera de Eslovenia      | 92:85     | Bandera de Lituania             | Lituania             |
| 3 de septiembre de 2022  | Colonia     | EuroBasket 2022            | Lituania       | Bandera de Lituania       | 73:77     | Bandera de Francia              | Francia              |
| 4 de septiembre de 2022  | Colonia     | EuroBasket 2022            | Lituania       | Bandera de Lituania       | 107:109   | Bandera de Alemania             | Alemania             |
| 6 de septiembre de 2022  | Colonia     | EuroBasket 2022            | Hungría        | Bandera de Hungría        | 64:87     | Bandera de Lituania             | Lituania             |
| 7 de septiembre de 2022  | Colonia     | EuroBasket 2022            | Lituania       | Bandera de Lituania       | 87:70     | Bandera de Bosnia y Herzegovina | Bosnia y Herzegovina |
| 10 de septiembre de 2022 | Berlín      | EuroBasket 2022            | España         | Bandera de España         | 102:94    | Bandera de Lituania             | Lituania             |
| 11 de noviembre de 2022  | Panevėžys   | Clasificación Mundial 2023 | Lituania       | Bandera de Lituania       | 65:90     | Bandera de Francia              | Francia              |
| 14 de noviembre de 2022  | Podgorica   | Clasificación Mundial 2023 | Montenegro     | Bandera de Montenegro     | 56:65     | Bandera de Lituania             | Lituania             |
| 23 de febrero de 2023    | Klaipėda    | Clasificación Mundial 2023 | Lituania       | Bandera de Lituania       | 89:64     | Bandera de Hungría              | Hungría              |
| 26 de febrero de 2023    | Trélazé     | Clasificación Mundial 2023 | Francia        | Bandera de Francia        | 70:63     | Bandera de Lituania             | Lituania             |
| 25 de agosto de 2023     | Pasay       | Copa Mundial 2023          | Egipto         | Bandera de Egipto         | 67:93     | Bandera de Lituania             | Lituania             |
| 27 de agosto de 2023     | Pasay       | Copa Mundial 2023          | Lituania       | Bandera de Lituania       | 96:66     | Bandera de México               | México               |
| 29 de agosto de 2023     | Pasay       | Copa Mundial 2023          | Montenegro     | Bandera de Montenegro     | 71:91     | Bandera de Lituania             | Lituania             |
| 1 de septiembre de 2023  | Pasay       | Copa Mundial 2023          | Lituania       | Bandera de Lituania       | 92:67     | Bandera de Grecia               | Grecia               |
| 3 de septiembre de 2023  | Pasay       | Copa Mundial 2023          | Estados Unidos | Bandera de Estados Unidos | 104:110   | Bandera de Lituania             | Lituania             |
| 5 de septiembre de 2023  | Pasay       | Copa Mundial 2023          | Lituania       | Bandera de Lituania       | 68:87     | Bandera de Serbia               | Serbia               |
| 7 de septiembre de 2023  | Pasay       | Copa Mundial 2023          | Lituania       | Bandera de Lituania       | 100:84    | Bandera de Eslovenia            | Eslovenia            |
| 9 de septiembre de 2023  | Pasay       | Copa Mundial 2023          | Letonia        | Bandera de Letonia        | 98:63     | Bandera de Lituania             | Lituania             |

## Entrenadores
| - Vladas Garastas: 1992–1997 - Jonas Kazlauskas: 1997–2001 - Antanas Sireika: 2001–2006 - Ramūnas Butautas: 2007–2009 - Kęstutis Kemzūra: 2009–2012 |  | - Jonas Kazlauskas: 2012–2016 - Dainius Adomaitis: 2016–2019 - Darius Maskoliūnas: 2019–2021 - Kazys Maksvytis: 2021–presente |

## Jugadores históricos
| - Pranas Lubinas - Artūras Karnišovas - Arvydas Sabonis - Sergėjus Jovaiša - Valdemaras Chomičius - Rimas Kurtinaitis |  | - Šarūnas Marčiulionis - Eurelijus Žukauskas - Šarūnas Jasikevičius - Saulius Štombergas - Arvydas Macijauskas - Ramūnas Šiškauskas |  | - Kšyštof Lavrinovič - Darius Songaila - Linas Kleiza - Rimantas Kaukėnas - Robertas Javtokas |

## Plantillas anteriores
- EuroBasket 1937: finalizó 1°  de 8 equipos.

Arturas Andrulis, Leonas Baltrunas, Pranas Talzunas, Leopoldas Kepalas, Feliksas Kriauciunas, Pranas Mazeika, Eugenijus Nikolskis, Leonas Petrauskas, Zenonas Puzinauskas, Stasys Sačkus, Juozas Žukas, Česlovas Daukša. Entrenador: Feliksas Kriaučiūnas
- EuroBasket 1939: finalizó 1°  de 8 equipos.

Pranas Lubinas, Mykolas Ruzgys, Leonas Baltrūnas, Artūras Andrulis, Jurgis Jurgėla, Pranas Mažeika, Vytautas Norkus, Vytautas Budriūnas, Zenonas Puzinauskas, Feliksas Kriaučiūnas, Vytautas Lesčinskas, Eugenijus Nikolskis, Leonas Petrauskas, Mindaugas Šliūpas. Entrenador: Pranas Lubinas
- Juegos Olímpicos 1992: finalizó 3°  de 12 equipos.

Arvydas Sabonis, Šarūnas Marčiulionis, Valdemaras Chomičius, Rimas Kurtinaitis, Sergėjus Jovaiša, Artūras Karnišovas, Gintaras Einikis, Arūnas Visockas, Darius Dimavičius, Romanas Brazdauskis, Gintaras Krapikas, Alvydas Pazdrazdis. Entrenador: Vladas Garastas
- EuroBasket 1995: finalizó 2°  de 14 equipos.

Arvydas Sabonis, Šarūnas Marčiulionis, Artūras Karnišovas, Rimas Kurtinaitis, Valdemaras Chomičius, Gintaras Einikis, Arūnas Visockas, Gintaras Krapikas, Saulius Štombergas, Mindaugas Timinskas, Darius Lukminas, Gvidonas Markevičius. Entrenador: Vladas Garastas
- Juegos Olímpicos 1996: finalizó 3° de 12 equipos.

Gintaras Einikis, Andrius Jurkūnas, Artūras Karnišovas, Rimas Kurtinaitis, Darius Lukminas, Šarūnas Marčiulionis, Tomas Pačėsas, Arvydas Sabonis, Saulius Štombergas, Rytis Vaišvila, Eurelijus Žukauskas, Mindaugas Žukauskas. Entrenador: Vladas Garastas
- EuroBasket 1997: finalizó 6° de 16 equipos.

Gintaras Einikis, Virginijus Praškevičius, Dainius Adomaitis, Artūras Karnišovas, Saulius Štombergas, Darius Maskoliūnas, Kęstutis Šeštokas, Andrius Jurkūnas, Darius Lukminas, Šarūnas Jasikevičius, Mindaugas Timinskas, Eurelijus Žukauskas. Entrenador: Jonas Kazlauskas
- Campeonato Mundial 1998: finalizó 7° de 16 equipos.

Artūras Karnišovas, Saulius Štombergas, Gintaras Einikis, Virginijus Praškevičius, Tomas Masiulis, Mindaugas Žukauskas, Dainius Adomaitis, Darius Maskoliūnas, Darius Lukminas, Šarūnas Jasikevičius, Eurelijus Žukauskas, Tomas Pačėsas. Entrenador: Jonas Kazlauskas
- EuroBasket 1999: finalizó 5° de 16 equipos.

Arvydas Sabonis, Artūras Karnišovas, Saulius Štombergas, Šarūnas Jasikevičius, Gintaras Einikis, Eurelijus Žukauskas, Virginijus Praškevičius, Mindaugas Žukauskas, Tomas Masiulis, Dainius Adomaitis, Darius Maskoliūnas, Kęstutis Marčiulionis. Entrenador: Jonas Kazlauskas
- Juegos Olímpicos 2000: finalizó 3°  de 12 equipos.

Šarūnas Jasikevičius, Saulius Štombergas, Mindaugas Timinskas, Gintaras Einikis, Ramūnas Šiškauskas, Darius Songaila, Eurelijus Žukauskas, Tomas Masiulis, Dainius Adomaitis, Darius Maskoliūnas, Andrius Giedraitis, Kęstutis Marčiulionis. Entrenador: Jonas Kazlauskas
- EuroBasket 2001: finalizó 12° de 16 equipos.

Šarūnas Jasikevičius, Saulius Štombergas, Ramūnas Šiškauskas, Darius Songaila, Gintaras Einikis, Mindaugas Žukauskas, Mindaugas Timinskas, Eurelijus Žukauskas, Rimantas Kaukėnas, Robertas Javtokas, Donatas Slanina, Andrius Jurkūnas. Entrenador: Jonas Kazlauskas
- EuroBasket 2003: finalizó 1°  de 16 equipos.

Šarūnas Jasikevičius, Arvydas Macijauskas, Ramūnas Šiškauskas, Saulius Štombergas, Darius Songaila, Eurelijus Žukauskas, Mindaugas Žukauskas, Donatas Slanina, Kšyštof Lavrinovič, Virginijus Praškevičius, Dainius Salenga, Giedrius Gustas. Entrenador: Antanas Sireika
- Juegos Olímpicos 2004: finalizó 4° de 12 equipos.

Šarūnas Jasikevičius, Arvydas Macijauskas, Saulius Štombergas, Ramūnas Šiškauskas, Darius Songaila, Eurelijus Žukauskas, Kšyštof Lavrinovič, Dainius Salenga, Robertas Javtokas, Mindaugas Žukauskas, Donatas Slanina, Vidas Ginevičius. Entrenador: Antanas Sireika
- EuroBasket 2005:finalizó 5° de 16 equipos.

Ramūnas Šiškauskas, Robertas Javtokas, Mindaugas Žukauskas, Simas Jasaitis, Kšyštof Lavrinovič, Darjuš Lavrinovič, Vidas Ginevičius, Paulius Jankūnas, Simonas Serapinas, Giedrius Gustas, Darius Šilinskis, Mindaugas Lukauskis. Entrenador: Antanas Sireika
- Campeonato Mundial 2006: finalizó 7° de 24 equipos.

Arvydas Macijauskas, Darius Songaila, Robertas Javtokas, Simas Jasaitis, Mindaugas Žukauskas, Darjuš Lavrinovič, Kšyštof Lavrinovič, Linas Kleiza, Paulius Jankūnas, Giedrius Gustas, Tomas Delininkaitis, Mantas Kalnietis. Entrenador: Antanas Sireika
- EuroBasket 2007: finalizó 3°  de 16 equipos.

Šarūnas Jasikevičius, Ramūnas Šiškauskas, Rimantas Kaukėnas, Simas Jasaitis, Darius Songaila, Kšyštof Lavrinovič, Darjuš Lavrinovič, Linas Kleiza, Robertas Javtokas, Jonas Mačiulis, Paulius Jankūnas, Giedrius Gustas. Entrenador: Ramūnas Butautas
- Juegos Olímpicos 2008: finalizó 4° de 12 equipos.

Šarūnas Jasikevičius, Ramūnas Šiškauskas, Rimantas Kaukėnas, Simas Jasaitis, Kšyštof Lavrinovič, Darjuš Lavrinovič, Linas Kleiza, Robertas Javtokas, Jonas Mačiulis, Mindaugas Lukauskis, Marius Prekevičius, Marijonas Petravičius. Entrenador: Ramūnas Butautas
- EuroBasket 2009: finalizó 11° de 16 equipos.

Marijonas Petravičius, Linas Kleiza, Simas Jasaitis, Robertas Javtokas, Tomas Delininkaitis, Artūras Jomantas, Kšyštof Lavrinovič, Darjuš Lavrinovič, Mantas Kalnietis, Jonas Mačiulis, Mindaugas Lukauskis, Andrius Mažutis. Entrenador: Ramūnas Butautas
- Campeonato Mundial 2010: finalizó 3°  de 24 equipos.

Linas Kleiza, Mantas Kalnietis, Martynas Pocius, Jonas Mačiulis, Simas Jasaitis, Tomas Delininkaitis, Paulius Jankūnas, Martynas Gecevičius, Tadas Klimavičius, Robertas Javtokas, Martynas Andriuškevičius, Renaldas Seibutis. Entrenador: Kęstutis Kemzūra
- EuroBasket 2011: finalizó 5° de 24 equipos.

Mantas Kalnietis, Martynas Pocius, Simas Jasaitis, Tomas Delininkaitis, Paulius Jankūnas, Robertas Javtokas, Jonas Valančiūnas, Šarūnas Jasikevičius, Rimantas Kaukėnas, Kšyštof Lavrinovič, Darius Songaila, Marijonas Petravičius. Entrenador: Kęstutis Kemzūra
- Torneo Preolímpico 2012: finalizó 2°  de 12 equipos.

Šarūnas Jasikevičius, Mantas Kalnietis, Rimantas Kaukėnas, Tomas Delininkaitis, Deividas Dulkys, Jonas Mačiulis, Martynas Pocius, Linas Kleiza, Paulius Jankūnas, Darius Songaila, Robertas Javtokas, Jonas Valančiūnas. Entrenador: Kęstutis Kemzūra
- Juegos Olímpicos 2012: finalizó 8° de 12 equipos.

Rimantas Kaukėnas, Mantas Kalnietis, Jonas Mačiulis, Martynas Pocius, Renaldas Seibutis, Darius Songaila, Simas Jasaitis, Linas Kleiza, Antanas Kavaliauskas, Šarūnas Jasikevičius, Jonas Valančiūnas, Paulius Jankūnas. Entrenador: Kęstutis Kemzūra
- EuroBasket 2013: finalizó 2°  de 24 equipos.

Donatas Motiejūnas, Mantas Kalnietis, Mindaugas Kuzminskas, Darjuš Lavrinovič, Jonas Mačiulis, Tomas Delininkaitis, Renaldas Seibutis, Linas Kleiza, Kšyštof Lavrinovič, Martynas Pocius, Jonas Valančiūnas, Robertas Javtokas. Entrenador: Jonas Kazlauskas
- Copa Mundial 2014: finalizó 4° de 24 equipos.

Jonas Valančiūnas, Darjuš Lavrinovič, Donatas Motiejūnas, Kšyštof Lavrinovič, Paulius Jankūnas, Jonas Mačiulis, Simas Jasaitis, Mindaugas Kuzminskas, Martynas Pocius, Renaldas Seibutis, Adas Juškevičius, Šarūnas Vasiliauskas. Entrenador: Jonas Kazlauskas
- EuroBasket 2015: finalizó 2°  de 24 equipos.

Mantas Kalnietis, Renaldas Seibutis, Jonas Valančiūnas, Robertas Javtokas, Mindaugas Kuzminskas, Deividas Gailius, Jonas Mačiulis, Antanas Kavaliauskas, Paulius Jankūnas, Artūras Milaknis, Domantas Sabonis, Lukas Lekavičius. Entrenador: Jonas Kazlauskas
- Juegos Olímpicos 2016: finalizó 7° de 12 equipos.

Mantas Kalnietis, Jonas Valančiūnas, Domantas Sabonis, Marius Grigonis, Jonas Mačiulis, Mindaugas Kuzminskas, Antanas Kavaliauskas, Robertas Javtokas, Paulius Jankūnas, Renaldas Seibutis, Adas Juškevičius, Vaidas Kariniauskas. Entrenador: Jonas Kazlauskas
- EuroBasket 2017: finalizó 9° de 24 equipos.

Mantas Kalnietis, Adas Juškevičius, Jonas Mačiulis, Martynas Gecevičius, Jonas Valančiūnas, Mindaugas Kuzminskas, Donatas Motiejūnas, Artūras Milaknis, Eimantas Bendžius, Marius Grigonis, Artūras Gudaitis, Edgaras Ulanovas. Entrenador: Dainius Adomaitis
- Copa Mundial 2019: finalizó 9° de 32 equipos.

Mantas Kalnietis, Jonas Mačiulis, Renaldas Seibutis, Domantas Sabonis, Paulius Jankūnas, Jonas Valančiūnas, Mindaugas Kuzminskas, Rokas Giedraitis, Marius Grigonis, Lukas Lekavičius, Arnas Butkevičius, Edgaras Ulanovas. Entrenador: Dainius Adomaitis
- Torneo Preolímpico 2020: finalizó 6° de 24 equipos.

Mantas Kalnietis, Tadas Sedekerskis, Regimantas Miniotas, Domantas Sabonis, Jonas Valančiūnas, Mindaugas Kuzminskas, Gytis Masiulis, Eimantas Bendžius, Rokas Giedraitis, Rokas Jokubaitis, Tomas Dimša, Marius Grigonis, Lukas Lekavičius, Arnas Butkevičius. Entrenador: Darius Maskoliūnas
- EuroBasket 2022: finalizó 15° de 24 equipos.

Eigirdas Žukauskas, Ignas Brazdeikis, Domantas Sabonis, Rokas Jokubaitis, Martynas Echodas, Jonas Valančiūnas, Mindaugas Kuzminskas, Kristupas Žemaitis, Rokas Giedraitis, Marius Grigonis, Lukas Lekavičius, Arnas Butkevičius. Entrenador: Kazys Maksvytis
- Copa Mundial 2023: finalizó 6° de 32 equipos.

Margiris Normantas, Tadas Sedekerskis, Ignas Brazdeikis, Gabrielius Maldūnas, Rokas Jokubaitis, Jonas Valančiūnas, Mindaugas Kuzminskas, Donatas Motiejūnas, Eimantas Bendžius, Vaidas Kariniauskas, Tomas Dimša, Deividas Sirvydis. Entrenador: Kazys Maksvytis

## Historial

### Copa Mundial
Resultado General: 13.º puesto
| Copa Mundial de Baloncesto |
| --- |
| - 1950: No calificó - 1954: No calificó - 1959: No calificó - 1963: No calificó - 1967: No calificó - 1970: No calificó - 1974: No calificó - 1978: No calificó - 1982: No calificó - 1986: No calificó - 1990: No calificó - 1994: No calificó - 1998: 7° Lugar - 2002: No calificó - 2006: 7° Lugar - 2010: - 2014: 4° Lugar - 2019: 9° Lugar - 2023: 6° Lugar - 2027: TBD |

### Juegos Olímpicos
| Baloncesto en los Juegos Olímpicos |
| --- |
| - Berlín 1936: No calificó - Londres 1948: No calificó - Helsinki 1952: No calificó - Melbourne 1956: No calificó - Roma 1960: No calificó - Tokio 1964: No calificó - México 1968: No calificó - Múnich 1972: No calificó - Montreal 1976: No calificó - Moscú 1980: No calificó - Los Ángeles 1984: No calificó - Seúl 1988: No calificó - Barcelona 1992: - Atlanta 1996: - Sídney 2000: - Atenas 2004: 4° Lugar - Pekín 2008: 4° Lugar - Londres 2012: 8° Lugar - Río 2016: 7° Lugar - Tokio 2020: No calificó - París 2024: No calificó |

### EuroBasket
| EuroBasket |
| --- |
| - 1935: No participó - 1937: - 1939: - 1946: No participó - 1947: No participó - 1949: No participó - 1951: No participó - 1953: No participó - 1955: No participó - 1957: No participó - 1959: No participó - 1961: No participó - 1963: No participó - 1965: No participó - 1967: No participó - 1969: No participó - 1971: No participó - 1973: No participó - 1975: No participó - 1977: No participó - 1979: No participó - 1981: No participó - 1983: No participó - 1985: No participó - 1987: No participó - 1989: No participó - 1991: No participó - 1993: No participó - 1995: - 1997: 6° Lugar - 1999: 5° Lugar - 2001: 12° Lugar - 2003: - 2005: 5° Lugar - 2007: - 2009: 11° Lugar - 2011: 5° Lugar - 2013: - 2015: - 2017: 9° Lugar - 2022: 15° Lugar - 2025: TBD |

## Palmarés
- Copa Mundial de Baloncesto:
  -  Tercer lugar (1): 2010

- Juegos Olímpicos:
  -  Tercer lugar (3): 1992, 1996, 2000

- EuroBasket:
  -   Campeón (3): 1937, 1939, 2003
  -  Subcampeón (3): 1995, 2013, 2015
  -  Tercer lugar (1): 2007

- FIBA Diamond Ball:
  -  Subcampeón (1): 2004

- Copa Continental Stanković:
  -   Campeón (1): 2005